# Liste von Persönlichkeiten der Stadt Dortmund
Die folgende Liste beschäftigt sich mit den Persönlichkeiten der Stadt Dortmund.

## In Dortmund geborene Persönlichkeiten
Folgende Personen wurden in Dortmund bzw. im heutigen Stadtgebiet Dortmunds geboren:

### 13. bis 17. Jahrhundert

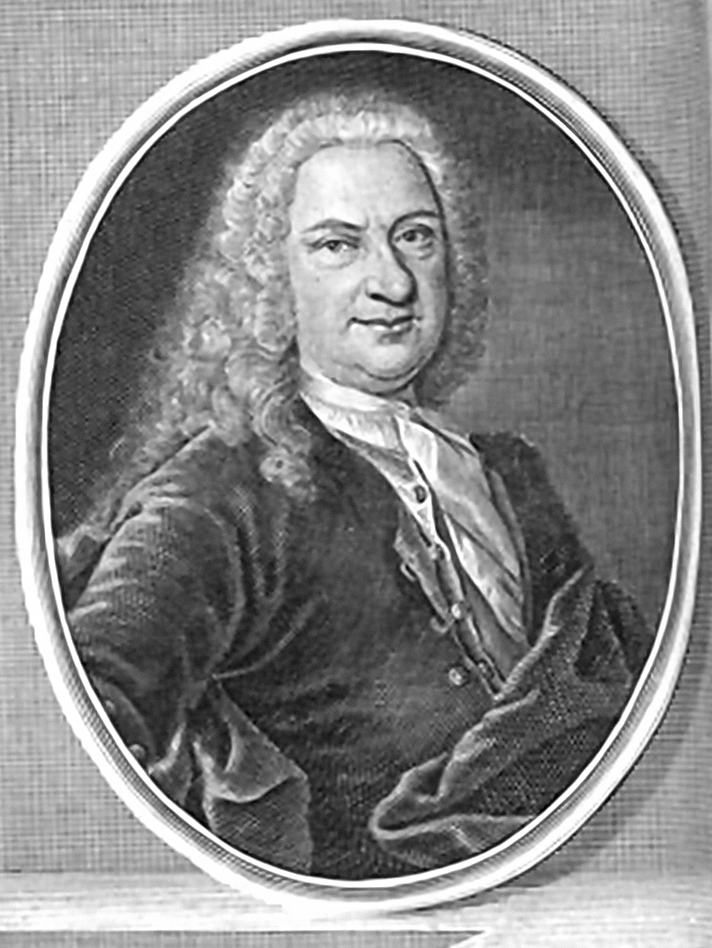
Johann-Friedrich-Menz (1673–1749), Philosoph, Literaturwissenschaftler und Physiker.

- Konrad Klepping (um 1290–vor 1354), Hansekaufmann
- Hermann von Wickede I (1294–1367), Bürgermeister der Hansestadt Lübeck
- Tidemann Lemberg (um 1310–1386), Kaufmann der Hansestadt Dortmund
- Conrad von Soest (um 1370–nach 1422), Maler
- Hinrich Castorp (1419–1488), Kaufmann und Bürgermeister der Hansestadt Lübeck
- Gotthard III. von Hoeveln (1468–1555), Bürgermeister der Hansestadt Lübeck
- Dietrich Westhoff (1509–1551), Chronist
- Bernhard von Büren (1564–1638), Domvikar in Münster
- Dethmar Mulher (1567 – nach 1654), Chronist, Advokat, Notar, Richter zu Bodelschwing
- Johann von der Berswordt (1574/78–1640), Geschichtsschreiber
- Caspar von Romberg (1575–1641), westfälischer Adeliger
- Georg Kumpsthoff (um 1580–1649), Stadtsyndikus in Dortmund und Gesandter zu den Verhandlungen (Westfälischer Friede 1648)
- Dietrich Adolf von der Recke (1601–1661), Fürstbischof
- Conrad Philipp von Romberg (1620–1703), westfälisch-märkischer Adeliger
- Johannes Scheibler (1628–1689), deutscher evangelischer Geistlicher
- Bernhard Diedrich Brauer genannt Brauer von Hachenburg (1629–1686), Jurist und Bürgermeister der Hansestadt Lübeck
- Andreas Schneider (1646/47 – vor 1685), Orgelbauer
- Frantz Vogt (1661–1736), lutherischer Theologe und Dichter
- Johann Friedrich Menz (1673–1749), Philosoph, Literaturwissenschaftler und Physiker

### 18. Jahrhundert

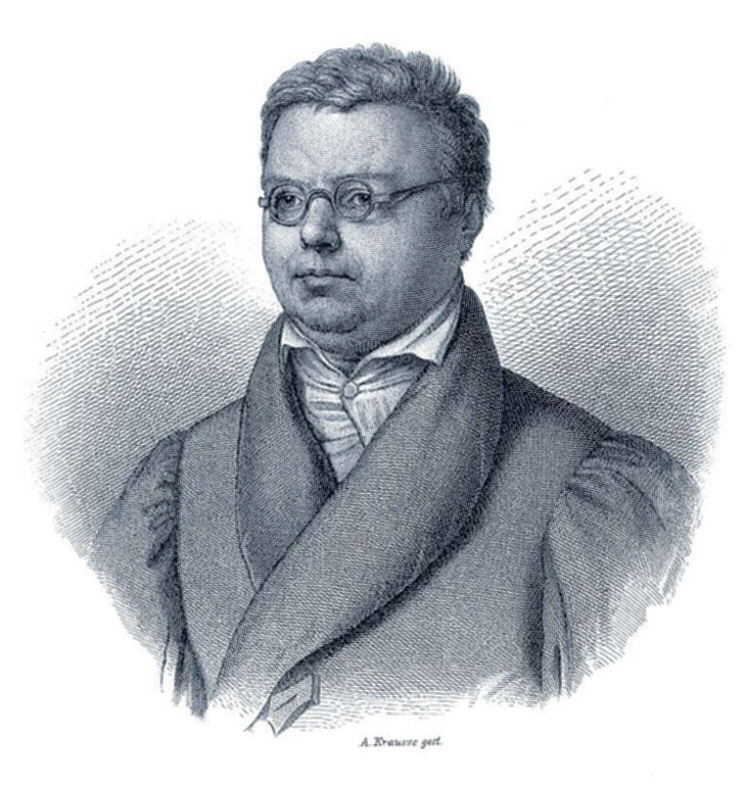
Friedrich Arnold Brockhaus (1772–1823), deutscher Verleger, Gründer des Verlagshauses „F. A. Brockhaus“ sowie Herausgeber des Conversations-Lexicons, der späteren Brockhaus Enzyklopädie.

- Caspar Adolf von Romberg (1721–1795), westfälisch-märkischer Adeliger
- Johann Wilhelm Kuithan (1760–1831), preußischer Schulreformer
- Friedrich Hiltrop (1761–1833), preußischer Landrat des Kreises Dortmund
- Arnold Andreas Friedrich Mallinckrodt (1768–1825), Schriftsteller, Verleger und Publizist
- Friedrich Arnold Brockhaus (1772–1823), Verleger, Gründer des Verlagshauses „F. A. Brockhaus“ und Herausgeber des Brockhaus
- Gisbert von Romberg I. (1773–1859), märkischer Adeliger, Bergbauunternehmer und Politiker
- Wilhelm Brügmann (1788–1854), Bürgermeister der Stadt Dortmund
- Wilhelm Lueg (1792–1864), Hüttendirektor der St.-Antony-Hütte
- Friedrich August Wilhelm Spohn (1792–1824), klassischer Philologe
- Wilhelm Middendorf (1793–1853), Theologe und Pädagoge
- Wilhelm Overbeck (1798–1882), Industriepionier und Kaufmann
- Friedrich Wilhelm Brökelmann (1799–1890), Unternehmer
- Gustav Mallinckrodt (1799–1856), Unternehmer und Politiker

### 19. Jahrhundert

#### 1801 bis 1820
- Karl Zahn (1806–1882), Politiker

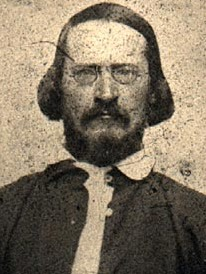
Fritz Anneke (1818–1872), preußischer und US-amerikanischer Offizier und Revolutionär.

- Daniel Friedrich Eduard Wilsing (1809–1893), Komponist der Romantik
- Josef Kleutgen (1811–1883), Theologe und Jesuit
- Fritz Anneke (1818–1872), Revolutionär, preußischer und US-amerikanischer Offizier
- Hermann Brassert (1820–1901), preußischer Jurist und Berghauptmann

#### 1821 bis 1840
- Wilhelm Holle (1821–1909), Jurist, Stadtverordnetenvorsteher, Ehrenbürger
- Emil Annecke (1823–1888), Revolutionär und US-amerikanischer Journalist und Jurist
- Heinrich Wenker (1825–1905), Brauer und Unternehmer
- Wilhelm Lübke (1826–1893), Kunsthistoriker
- Wilhelm Sudhaus (1827–1915), Ingenieur
- Alfred Trappen (1828–1908), Maschinenbauingenieur
- Gerhard August Fischer (1833–1906), Architekt
- Adolf von Kleinsorgen (1834–1903), Jurist und Mitglied des Deutschen Reichstags
- August Schwartz (1837–1904), Buchhändler und Drucker, gilt als „Erfinder“ der Ansichtskarte
- Friedrich Wilhelm Ruhfus (1839–1936), Kaufmann, Buchdrucker und Verleger

#### 1841 bis 1860

Robert Müser (1849–1927), Bergbauindustrieller.

- Caspar Heinrich Jucho (1843–1906), Ingenieur und Unternehmer
- Trajan Rittershaus (1843–1899), Hochschullehrer
- Karl Prümer (1846–1933), Verleger und Schriftsteller
- Eduard Daelen (1848–1923), Maler und Schriftsteller
- Robert Müser (1849–1927), Bergbauunternehmer
- Gottfried Asselmann (1851–1917), evangelischer Geistlicher und Heimatforscher
- Wilhelm Brügmann (1851–1926), Ingenieur, Manager, Unternehmer und Kommunalpolitiker
- Emilie Flottmann (1852–1933), Unternehmerin und Geschäftsführerin der Flottmann-Werke
- Rudolf Hammerschmidt (1853–1922), Geheimer Kommerzienrat, Fabrikant und Kunstsammler
- Agnes Neuhaus (1854–1944), Politikerin
- Wilhelm von Rintelen (1855–1938), königlich preußischer Generalleutnant
- Heinrich Westermann (1855–1925), Politiker
- Richard Lenzmann (1856–1927), Mediziner
- August Nikolaus Müller (1856–1926), Verwaltungsjurist, Oberbürgermeister der Städte Eisenach und Kassel

#### 1861 bis 1880

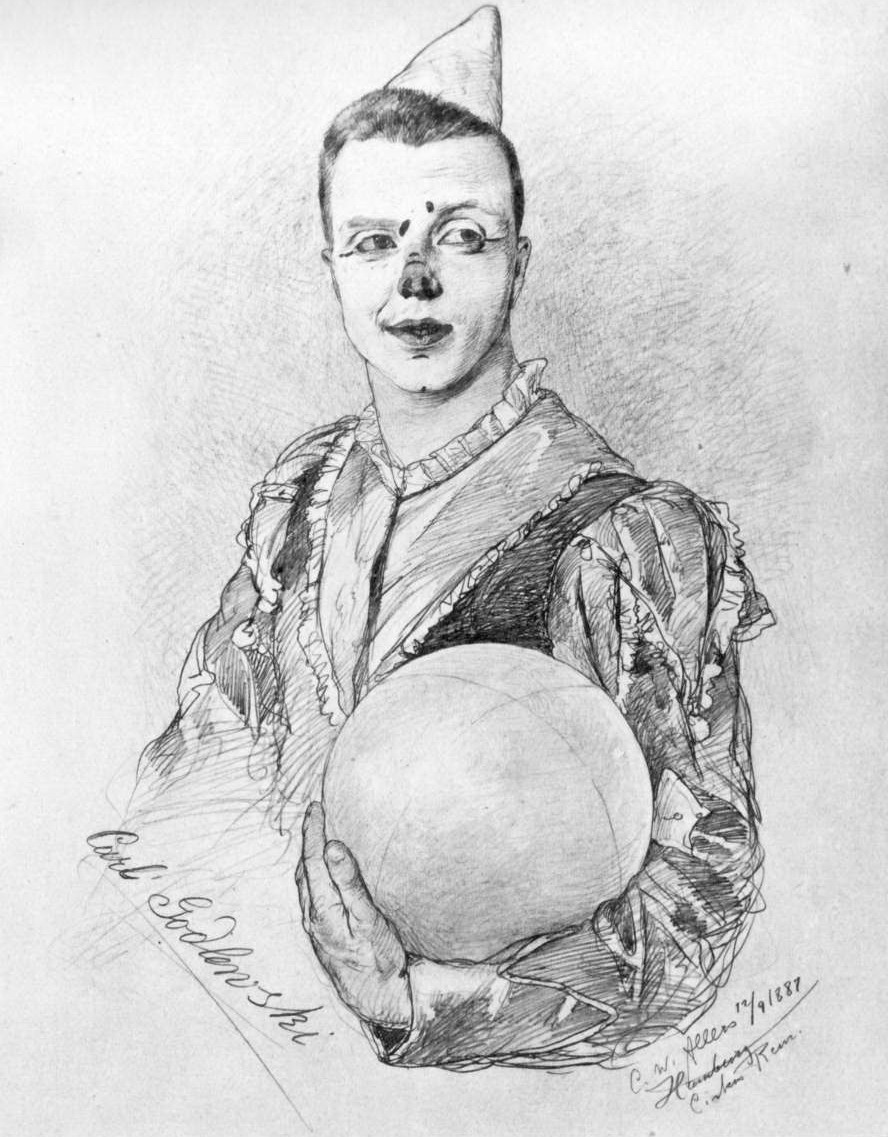
Carl Godlewski (1862–1949), Akrobat, Ballettmeister, Choreograf, Tanzlehrer und Zirkusclown.

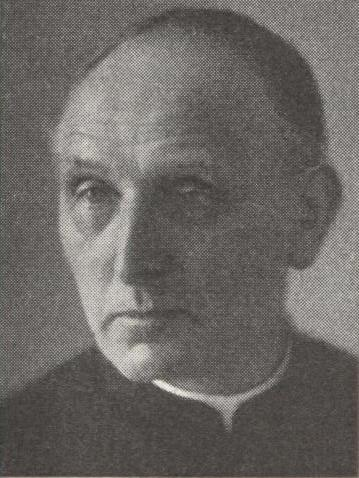
Wilhelm Schmidt (1868–1954), römisch-katholischer Priester, Religionswissenschaftler, Sprachwissenschaftler und Ethnologe.

Moritz Klönne (1878–1962), Ingenieur und Industrieller.

- Heinrich Hansmann (1861–1932), Politiker und Gewerkschafter
- Carl Godlewski (1862–1949), Zirkus-Clown, Akrobat, Ballettmeister, Tanzlehrer und Choreograf
- Gustav Rickelt (1862–1946), Schauspieler, Regisseur und Präsident der Genossenschaft Deutscher Bühnen-Angehöriger
- Albert Friedrich Speer (1863–1947), Architekt
- Rudolf Hundhausen (1864–1946), Ingenieur und Maschinentechniker
- Leo Klein von Diepold (1865–1944), Maler und Grafiker der Düsseldorfer Schule
- Oskar Brand (1866–1945), Jurist und Brauereiunternehmer
- Wilhelm Holle (1866–1945), Verwaltungsjurist, Politiker, Mitglied des Preußischen Herrenhauses
- Carl Corbach (1867–1947), Violinvirtuose und Orchesterleiter
- Robert Kolb (1867–1909), Ingenieur
- Clara Kristeller (1867–1935), Violinistin
- Carl Lent (1867–1894), Geologe und Naturwissenschaftler
- Otto Prein (1867–1945), evangelischer Pfarrer und Amateurarchäologe
- Marie Reinders (1867–1911), Pädagogin
- Eugen Wiskott (1867–1937), Montanist
- Friedrich Schultenkämper (1867–1926), Ingenieur und Werftbesitzer
- Otto Hue (1868–1922), Gewerkschafter und Politiker
- Julian Klein von Diepold (1868–1947), Maler und Grafiker der Düsseldorfer Schule
- Wilhelm Schmidt (1868–1954), römisch-katholischer Priester, Sprachwissenschaftler und Ethnologe
- Ernst Stutz (1868–1940), Bergingenieur
- Alfred Funke (1869–1941), Theologe, Journalist und Schriftsteller
- Otto von Velsen (1869–1945), Bergbeamter und Unternehmer
- Hedwig Dransfeld (1871–1925), Frauenrechtlerin, Politikerin und Autorin
- Paul Graebner (1871–1933), Botaniker
- August Sporkhorst (1871–1939), Ingenieur und Unternehmer
- Friedrich von Velsen (1871–1953), Verwaltungsjurist
- Adolf Schmal (1872–1919), österreichischer Fecht- und Radsportler
- Cäcilie Rüsche-Endorf (1873–1939), Opernsängerin (Sopran)
- Hermann Schmitz (1873–1952), Reichsgerichtsrat
- Bernhard Hoetger (1874–1949), Bildhauer, Maler und Kunsthandwerker
- Heinrich Limbertz (1874–1932), Politiker
- Emil Köttgen (1875–1925), Oberbürgermeister von Düsseldorf
- Josef Sievers (1875–1964), Politiker
- August Bloch (1876–1949), Maler
- Karl Schrader (1876–1957), Jurist, Richter, Senatspräsident beim Reichsgericht
- Paul Johan Seelig (1876–1945), Komponist, Dirigent und Pianist
- Felix Schröder (1876–1966), Kirchenmusiker und Komponist
- Benno Elkan (1877–1960), Bildhauer
- Heinrich Jucho (1878–1932), Ingenieur und Unternehmer
- Moritz Klönne (1878–1962), Ingenieur und Industrieller
- August Schmidt (1878–1965), Mitbegründer der IG Bergbau und Energie
- August Krämer (1879–1932), Bergrat und Politiker (DVP)
- Wilhelm Schmieding (1879–1929), preußischer Beamter
- Heinrich Droste (1880–1958), Verleger
- Walter Koch (1880–1962), Pathologe

#### 1881 bis 1900

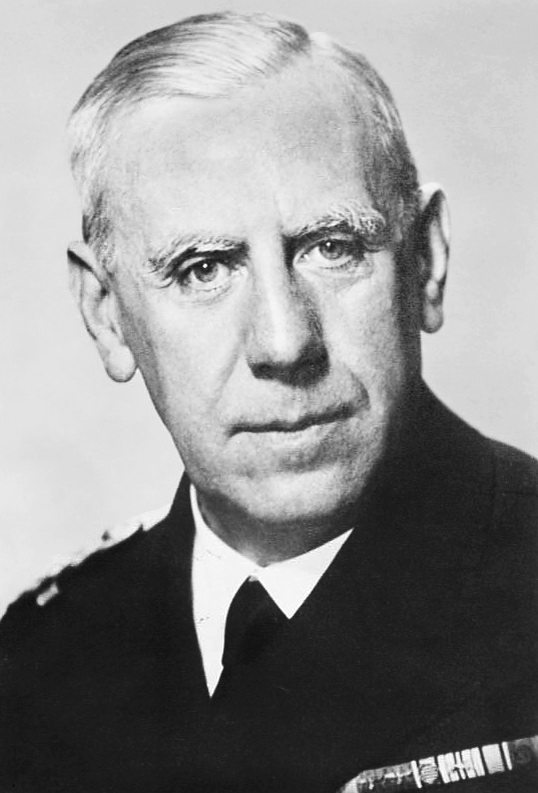
Wilhelm Canaris (1887–1945), deutscher Admiral. Von 1935 bis 1944 Leiter der Abwehr, des militärischen Geheimdienstes der Wehrmacht.

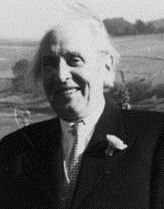
Max Schulze-Sölde (1887–1967), deutscher Maler und als „Johannes der Jugend“ ein bekannter Inflationsheiliger der 1920er und 1930er Jahre.

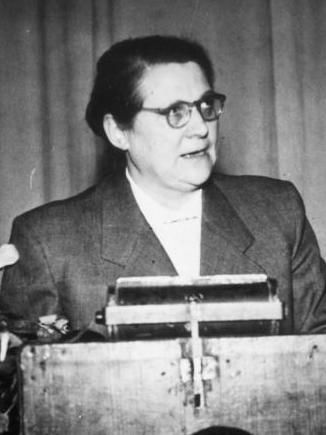
Helene Wessel (1898–1969), deutsche Politikerin, Mitglied des Parlamentarischen Rats und damit eine der „Mütter des Grundgesetzes“.

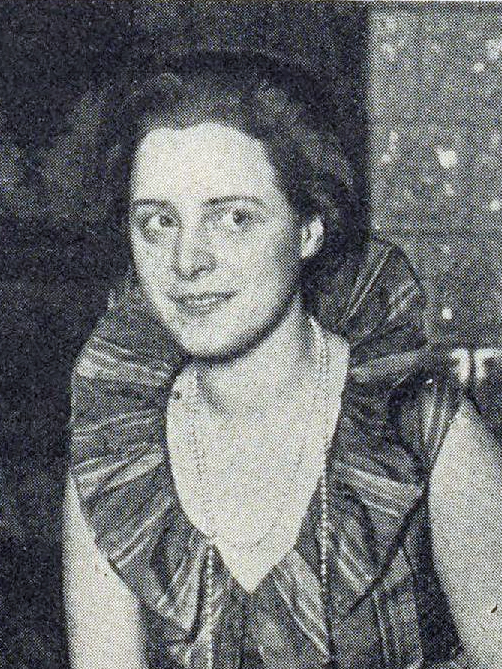
Julia Janssen (1900–1982), deutsch-österreichische Schauspielerin.

- Ernst Frankenstein (1881–1959), Rechtsgelehrter und Rechtsanwalt
- Kurt Melcher (1881–1970), Verwaltungsjurist und Mitglied
- Joseph Coböken (1882–1945), Journalist, Drehbuchautor und Filmproduzent
- Max Hainle (1882–1924), Schwimmer
- Ernst Ludwig Eberhard Schmitz (1882–1960), Chemiker und Hochschullehrer
- Paul Simon (1882–1946), römisch-katholischer Theologe
- Friedrich Niemeyer (1883–1958), Kommunalpolitiker
- Hugo Wolfgang Philipp (1883–1969), Schriftsteller
- Wilhelm Kronsbein (1884–1972), Politiker
- Emil Roß (1884–1943), Politiker
- Franz Geyer (1885–1970), Jurist und Politiker, Oberbürgermeister von Bochum
- Wilhelm Hansmann (1886–1963), Politiker
- Heinrich Rosskotten (1886–1972), Architekt
- Wilhelm Canaris (1887–1945), Admiral
- Ernst D’ham (1887–1977), Jurist und Schriftsteller
- Friedrich Gogarten (1887–1967), lutherischer Theologe
- Rudolf Ramm (1887–1945), Arzt und Politiker
- Max Schulze-Sölde (1887–1967), Maler
- Hans Brand (1888–?), Berghauptmann in Bonn
- Franz Jacobi (1888–1979), Hüttenbeamter in der Dortmunder Stahlindustrie
- Heinrich Wenke (Politiker, 1888) (1888–1961), Politiker
- Max Zimmermann (1888–1945), Widerstandskämpfer gegen den Nationalsozialismus, Stadtverordneter in Dortmund und Arbeitersportaktivist
- Fritz Kehler (1889–1972), Gewerkschafter
- Lambert Lensing (1889–1965), Zeitungsverleger und Politiker
- Walter Steineck (1889–1942), Politiker
- Karl Feih (1890–1956), Kaufmann und Politiker
- Johannes Feuerbaum (1890–1953), Politiker
- Adolf Dünnebacke (1891–1978), Politiker
- Paul Schaeffer-Heyrothsberge (1891–1962), Architekt
- Hanna Achenbach (1892–1982), Malerin
- Ludwig Crüwell (1892–1958), Offizier
- Josef Christian Körling (1892–1959), Kaufmann, Bürgermeister und Landrat des Kreises Schlüchtern
- Karl Schulte Kemminghausen (1892–1964), Germanist und Volkskundler
- Josef Heidkamp (1893–1945), Parteifunktionär (NSDAP)
- Hermann Schmälzger (1893–1955), Politiker
- Hans Westhoff (1893–1961), Verwaltungsbeamter und 1944 Landrat in Aachen
- Carl Altena (1894–1971), Maler
- Hans Weidtman (1894–1977), Bankier und Direktor der Deutsche-Bank-Filialen in Sofia und Istanbul
- Hugo Wilhelm Knipping (1895–1984), Internist
- Harry Lamberts-Paulsen (1895–1928), Schauspieler
- Otto Rellensmann (1895–1970), Professor
- Konrad Schragmüller (1895–1934), Offizier, Rittergutsbesitzer, SA-Gruppenführer, Polizeipräsident und Reichstagsabgeordneter
- Hans Tombrock (1895–1966), Maler
- Helene Gotthold (1896–1944), Widerstandskämpferin gegen den Nationalsozialismus
- Hans Willi Linker (1896–1958), Schriftsteller
- Friedrich Nolting (1896–1962), Politiker
- Willi Scharf (1896–1971), Geologe
- Georg Schwarz (1896–1943), Schriftsteller
- Wilhelm Heckmann (1897–1995), Konzert- und Unterhaltungsmusiker
- Fritz Steinhoff (1897–1969), Politiker
- Fritz Stricker (1897–1949), Politiker
- Hellmuth Butenuth (1898–1990), Maschinenbau-Ingenieur, Automobilbauer und Firmengründer
- Carl von Canstein (1898–1979), Oberregierungs-, Ministerial- und Landrat
- Paul Otto Geibel (1898–1966), SS-Funktionär
- Erich Grisar (1898–1955), Arbeiterdichter
- Gerta Overbeck (1898–1977), Malerin
- Walter Wellenstein (1898–1970), Maler und Zeichner
- Helene Wessel (1898–1969), Politikerin
- Lutz Dittberner (1899–1981), Maler
- Robert Hoffmeister (1899–1966), Politiker
- Heinrich Multhaupt (1899–1937), Politiker
- Emil Schultz (1899–1946), Politiker
- Erwin Wilking (1899–1945), Landschaftsmaler und Radierer der Düsseldorfer Schule
- Benedicta Diancourt (1899–1945), Steyler Missionsschwester und Märtyrin
- Gustav Kleff (1900–1967), Gynäkologe
- Heinrich Besseler (1900–1969), Musikwissenschaftler
- Paul Feuerbaum (1900–1942), Land- und Volkswirt
- Gustav Hilbert (1900–1981), Maler, Grafiker sowie Metall- und Emailkünstler
- Julia Janssen (1900–1982), deutsch-österreichische Schauspielerin
- Rudolf Johns (1900–1984), Wirtschaftswissenschaftler
- Friedrich Schnapp (1900–1983), Musikwissenschaftler und Germanist
- Johann Wember (1900–1980), Geistlicher

### 20. Jahrhundert

#### 1901 bis 1910

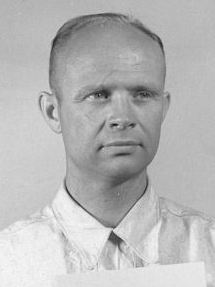
Erich Müller (1902–nach 1947), deutscher politischer Aktivist, Leiter des Deutschen Hochschulrings und leitender Mitarbeiter des I.G. Farben-Konzerns.

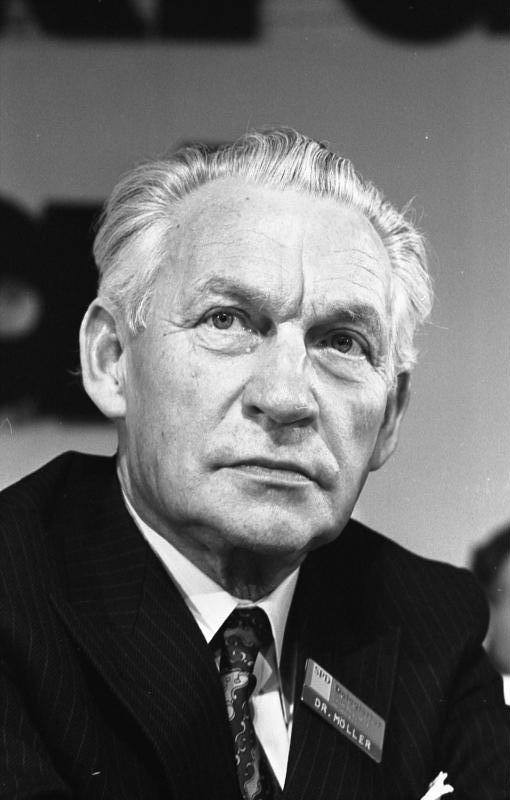
Alex Möller (1903–1985), Politiker und Bundesfinanzminister (beim Bundesparteitag der SPD 1973)

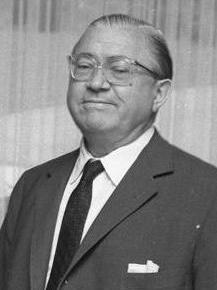
Alexander Menne (1904–1993), deutscher Manager und Politiker (FDP).

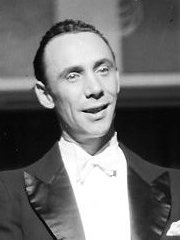
Rudolf Platte (1904–1984), deutscher Schauspieler, der bei seinem Tod als „letzter wirklicher Volksschauspieler“ gefeiert wurde.

- Karl Barich (1901–1995), Industrieller
- Fita Benkhoff (1901–1967), Bühnen- und Filmschauspielerin
- Gerhard Boldt (1901–1992), Richter am Bundesarbeitsgericht in Kassel
- Otto Busch (1901–1985), Organist, Komponist und Musikpädagoge
- Walter Dirks (1901–1991), katholischer Publizist, Schriftsteller und Journalist
- Walter Nagel (1901–1943), Politiker
- Karl Wilhelm Ludwig Opländer (1901–1984), Firmengründer der Wilo -Werke
- Werner Petersmann (1901–1988), evangelischer Pfarrer und Politiker
- Wilhelm Krane (1902–1979), Arzt und Sanitätsoffizier
- Erich Kühn (1902–1981), Architekt, Baubeamter und Hochschullehrer
- Margarete Kühn (1902–1995), Kunsthistorikerin
- Erich Müller (1902–nach 1947), politischer Aktivist, leitender Mitarbeiter des I.G. Farben-Konzerns
- Ewald Pfannschmidt (1902–1984), Journalist und Schriftsteller
- Erich Reschke (1902–1980), Kommunist, Gewerkschafter und KZ-Häftling
- Alfred Rieche (1902–2001), Chemiker
- Herwarth Schulte (1902–1996), Architekt
- Paul Seeger (1902–1980), Politiker
- Ewald Sprave (1902–1984), Politiker
- Edmund Forschbach (1903–1988), Politiker und Verwaltungsjurist
- Karl Göbel (1903–?), Radrennfahrer
- Fritz Heinemann (1903–1975), Politiker
- Annelise Kretschmer (1903–1987), Fotografin
- Otto Meier (1903–1996), Keramiker
- Alex Möller (1903–1985), Politiker
- Armin Münch (1903–1957), Schauspieler, Hörspiel- und Synchronsprecher
- Karl Schopp (1903–1970), Politiker
- Josef Smektala (1903–1982), Politiker
- Walter Vollmer (1903–1965), Schriftsteller
- Wolfgang Auler (1904–1986), Organist
- Günther Deilmann (1904–2002), Arzt und Geburtshelfer
- Walter Handschuhmacher (1904–1987), Schwimmer
- Alexander Menne (1904–1993), Manager und Politiker
- Rudolf Platte (1904–1984), Schauspieler
- Rudolf Preising (1904–1981), römisch-katholischer Pfarrer
- Heinrich-Georg Raskop (1904–1985), Erwachsenenbildner, Hochschullehrer und Medienpolitiker
- Hellmut Traub (1904–1994), Theologe
- Heinrich Wallbruch (1904–1979), Politiker
- Werner Segtrop (1905–1961), Schauspieler
- Wilhelm Humbeck (1905–1965), Politiker
- Heinz Lammerding (1905–1971), Ingenieur, SS-Gruppenführer und Kriegsverbrecher
- Willy Perk (1905–1991), Politiker
- Paul Polte (1905–1985), Arbeiterdichter
- Robert Pudlich (1905–1962), Grafiker, Maler, Illustrator und Bühnenbildner
- Kurt Schmidt (1905–1938), Widerstandskämpfer gegen den Nationalsozialismus
- Karlheinz Schmidthüs (1905–1972), Publizist
- Walter Blume (1906–1974), SS-Standartenführer
- Hans Bönnighausen (1906–1988), Maler
- Ilse Englberger (1906–1991), Malerin und Grafikerin
- Alfred Grundmann (1906–1955), Politiker
- Walter Haenisch (1906–1938), Autor, Kommunist, Opfer des Stalinismus
- August Kracht (1906–1987), Journalist und Schriftsteller
- Luise Peter (1906–1979), Politikerin
- Valentin Przybylski (1906–?), Fußballspieler
- Erich Riecke (1906–1992), Politiker
- Otto Vossen (1906–1998), Ingenieur, Versicherungsmanager und Verbandspräsident
- Elfriede Weiler (1906–1984), Politikerin
- Elsbet Colmi (1907–1968), Bibliothekarin
- Gustav Ermecke (1907–1987), katholischer Moraltheologe und Sozialethiker
- Werner Jacobi (1907–1970), Politiker
- Lorenz Lochthofen (1907–1989), Politiker, Mitglied des Zentralkomitees der SED
- Hugo Mantel (1907–1942), Fußballspieler
- Annemarie Henle Pope (1907–2001), deutschamerikanische Kunsthistorikerin und Ausstellungsmacherin
- Willi Beuster (1908–1981), Politiker
- Curt Bloch (1908–1975), Jurist und Schriftsteller
- Dietrich Keuning (1908–1980), Politiker
- Johannes Ritterbecks (1908–1965), Politiker
- Karl Schmedes (1908–1981), Boxer
- Hans Schwarz (1908–1983), Ringer und Schauspieler
- Heinz Vopel (1908–1959), Radrennfahrer
- Willy Blume (1909–1975), SS-Hauptscharführer
- Richard Borgmann (1909–1966), Unternehmer und Politiker
- Fritz Henle (1909–1993), Fotograf
- Friedrich Hilkenbäumer (1909–1976), Obstbauwissenschaftler
- Werner Krumme (1909–1972), Handelsvertreter
- Erich Metze (1909–1952), Radsportler
- Werner Scheid (1909–1987), Neurologe und Psychiater
- Hermann Karl Weinert (1909–1974), Romanist
- Ernest M. Wolf (1909–1994), Germanist und Romanist
- Lore Cattepoel (1910–2003), Politikerin
- Werner Henle (1910–1987), Virologe
- August Lenz (1910–1988), Fußballspieler
- Richard Georg Eduard Müller (1910–1993), Psychologe und Hochschullehrer
- Artur Schulze-Engels (1910–1995), Bildhauer und Kirchenmaler
- Erwin Welke (1910–1989), Politiker

#### 1911 bis 1920

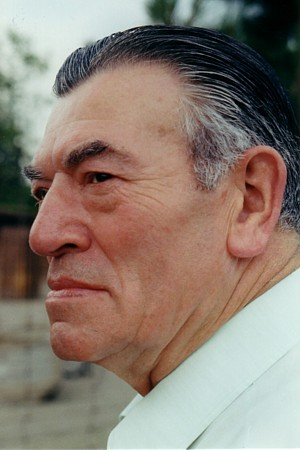
Benno Niggemeyer (1912–1980), Nachrichtenkurier im Widerstand gegen das NS-Regime.

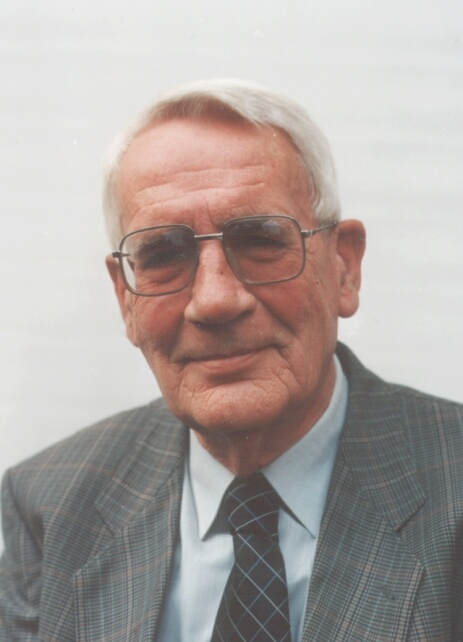
Werner Speckmann (1913–2001), deutscher Schachkomponist und Richter.

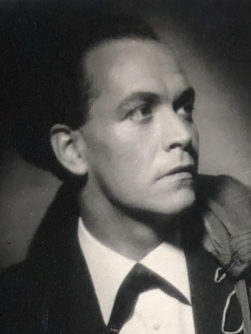
Erwin Kohlund (1915–1992), deutscher Schauspieler und Theaterregisseur.

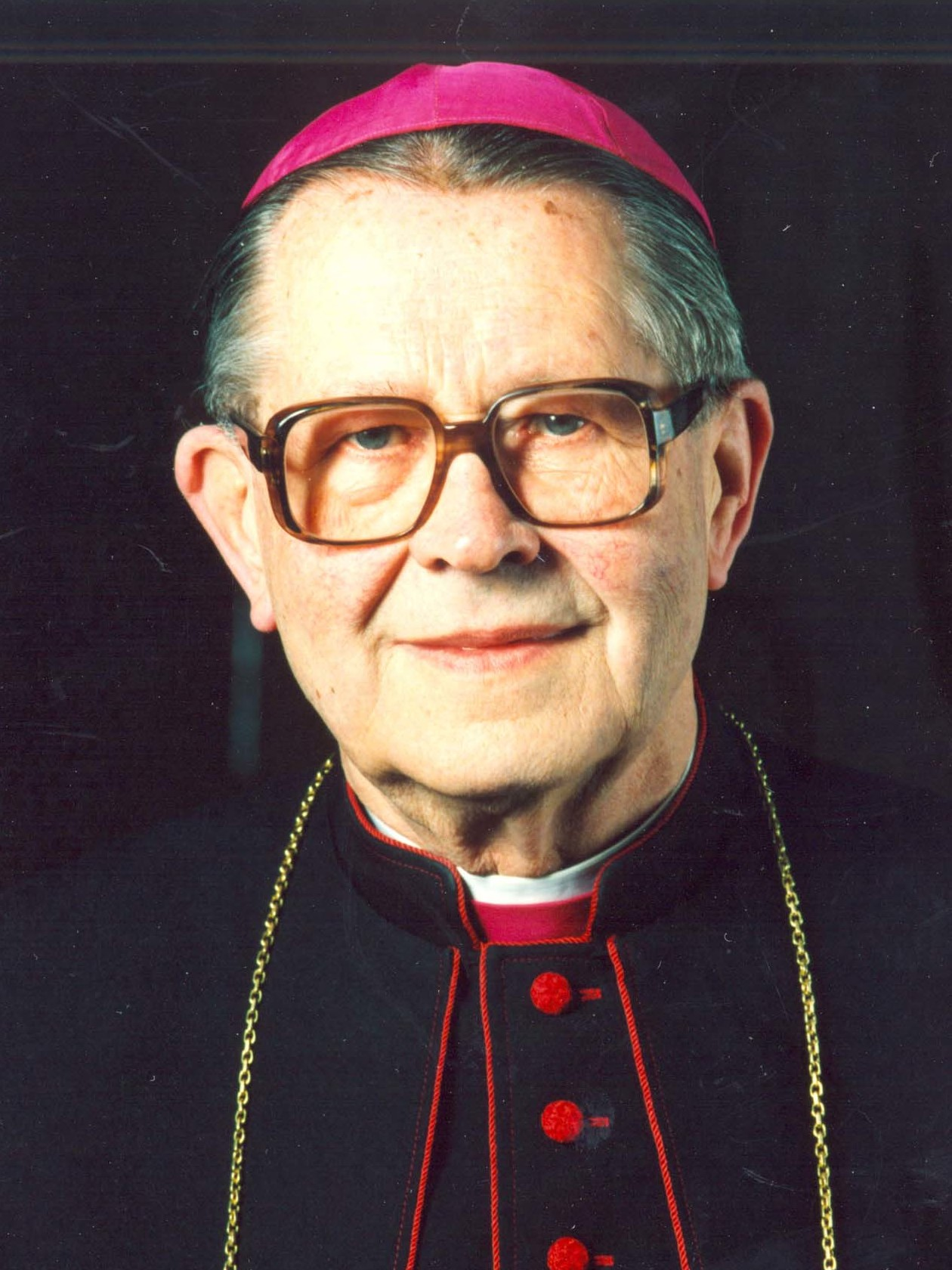
Paul Nordhues (1915–2004), katholischer Theologe und Weihbischof.

- Emil Kijewski (1911–1989), Radrennfahrer
- Hans Kreutzberger (1911–1986), Maler, Mitglied der Bruderschaft der Vagabunden
- Erika Kröger (1911–1987), Politikerin
- Hans Pützfeld (1911–?), Radrennfahrer
- Eric F. Ross Geburtsname: Erich Rosenberg (1911–2010), US-amerikanischer Unternehmer und Mäzen
- Bernhard Boine (1912–1978), Politiker
- Christel Goltz (1912–2008), österreichische Opernsängerin
- Friedrich Meyer (1912–2001), SS-Hauptsturmführer
- Benno Niggemeyer (1912–1980), Nachrichtenkurier
- Ernst Joachim Schlieper (1912–1965), Schauspieler, Hörspielsprecher und Regisseur
- Fritz Weikart (1912–unbek.), Ringer
- Erich Bautz (1913–1986), Radrennfahrer
- Ernst Günter Haase (1913–2010), Konstrukteur und Segelflieger
- Wilhelm Mayfeld (1913–2006), Politiker
- Herbert Kröger (1913–1989), Jurist und Hochschullehrer
- Werner Muensterberger (1913–2011), Psychoanalytiker, Kunstsammler und Buchautor
- Hildegard Schimschok (1913–2001), Politikerin
- Fritz Andreas Schubert (1913–1991), Buchdrucker, Bibliothekar und Maler
- Heinrich Schultenjohann (1913–?), Radrennfahrer
- Karlheinz Simon (1913–2007), Tischtennisspieler und -funktionär
- Herbert Sinz (1913–1989), Historiker und Schriftsteller
- Werner Speckmann (1913–2001), Schachkomponist und Richter
- Erwin Welte (1913–2002), Agrikulturchemiker
- Rolf Bischofswerder (1913–1945), Arzt, als Jude von der SS erschossen.
- Walter Behrendt (1914–1997), Politiker
- Albrecht Brandi (1914–1966), Marineoffizier
- Kurt Goldstein (1914–2007), Journalist
- Fritz Ebbert (1914–1992), Manager
- Wennemar Haarmann (1914–1993), Verwaltungsjurist
- Gertrude Poppert (1914–1943), Lagerinsassin im Vernichtungslager Sobibór
- Jean Snella (1914–1979), französischer Fußballspieler und -trainer
- Fritz Bischoff (* 1915), Ringer
- Fritz Holthoff (1915–2006), Politiker
- Erwin Kohlund (1915–1992), Schauspieler und Theaterregisseur
- Paul Nordhues (1915–2004), katholischer Theologe und Weihbischof
- Franz Rose (1915–2002), Politiker
- Helmut Ullrich (1915–2012), Maler und Grafiker
- Albert Brinkmann (1916–2005), Politiker
- Theo Becker (1916–1991), Chirurg in Jena
- Hans-Hugo Hartmann (1916–1991), Automobilrennfahrer
- Emil Joseph Lengeling (1916–1986), römisch-katholischer Theologe und Liturgiewissenschaftler
- Hans-Walter Blank (1918–1968), Politiker
- Helmut Tellermann (1918–1979), Jurist, Verwaltungsbeamter und Politiker
- Johannes Braun (1919–2004), Bischof
- Eva J. Engel (1919–2013), Germanistin und Hochschullehrerin
- Gustav Gocke (1919–2005), Ringer
- Theodor Hellbrügge (1919–2014), Kinderarzt
- Reinhold Koehler (1919–1970), Künstler
- Otto Laipold (1919–1987), Politiker
- Werner Löwenhardt (1919–2006), niederländischer Grafiker
- Gertrud Meyen (1919–2012), Schauspielerin und Synchronsprecherin
- Werner Mertes (1919–1985), Volkswirt und Politiker
- Erich Schanko (1919–2005), Fußballspieler
- Heinz Stahlschmidt (1919–2010), Unteroffizier und Befehlsverweigerer
- Hans Brox (1920–2009), Zivilrechtswissenschaftler und Richter des Bundesverfassungsgerichts
- Ruth Görshop (1920–2008), Opernsängerin (Sopran)
- Käthe Maas (1920–2002), Opernsängerin (Sopran)
- Emil Rabe (1920–2013), Musiklehrer und Komponist

#### 1921 bis 1930

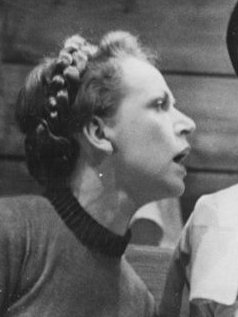
Gisela Trowe (1922–2010), Schauspielerin

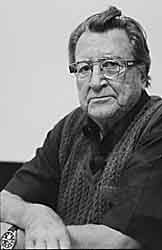
Herbert Ballmann (1924–2009), Filmproduzent sowie Theater- und Filmregisseur

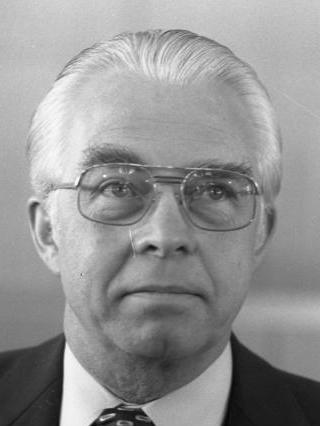
Hans Neusel (1927–2013), Jurist

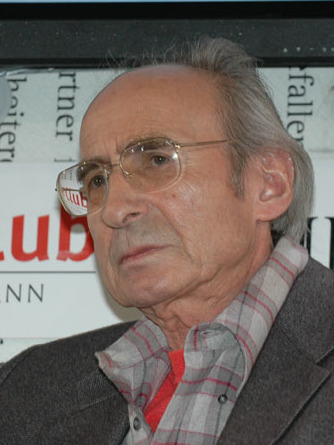
Peter Rühmkorf (1929–2008), Lyriker, Essayisten und Pamphletist

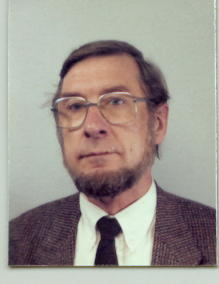
Franz-Wilhelm Heimer (* 1930), Sozialwissenschaftler

- Edward Adamczyk (1921–1993), polnischer Leichtathlet und Sportlehrer
- Ulrich Berger (1921–2003), Politiker
- Lotte Brügmann-Eberhardt (1921–2018), Schriftstellerin
- Paul Falk (1921–2017), Eiskunstläufer
- Arnold Marquis (1921–1990), Schauspieler
- Walter Thorun (1921–2010), Sozialarbeiter
- Walther Wäldele (1921–2003), Landtagsabgeordneter in Baden-Württemberg
- Ernst Arnds (1922–1971), Politiker
- Ria Baran (1922–1986), Eiskunstläuferin
- Hans Leo Drewes (1922–1999), Weihbischof im Erzbistum Paderborn
- Robert Gerwin (1922–2004), Wissenschafts- und Technikjournalist
- Anton Mackowiak (1922–2013), Ringer
- Trudel Meyer (1922–1989), Politikerin
- Max Michallek (1922–1985), Fußballspieler
- Helmut Minow (1922–2012), Vermessungsingenieur
- Martin Ostwald (1922–2010), deutsch-amerikanischer Altphilologe
- Rudolf Schöpper (1922–2009), Karikaturist
- Gisela Trowe (1922–2010), Schauspielerin
- Adalbert Dickhut (1923–1995), Gerätturner
- Werner Härtling (1923–1955), Ringer
- Alfons Höckmann (1923–2014), Schauspieler, Regisseur und Theaterleiter
- Karl Heinz Kramberg (1923–2007), Schriftsteller und Journalist
- Franz Kurowski (1923–2011), Autor
- Karl-Heinz Muus (1923–2008), Eishockeyspieler
- Paul Schwarzenau (1923–2006), Evangelischer Theologe, Professor für Biblische Theologie
- Herbert Ballmann (1924–2009), Filmproduzent sowie Theater- und Filmregisseur
- Ralf Bendix (1924–2014), Schlagersänger, Produzent, Komponist und Texter
- Wilfried Hacheney (1924–2010), Ingenieur
- Harald Heckmann (1924–2023), Musikwissenschaftler
- Karl-Heinz Heimann (1924–2010), Sportjournalist
- Paul Löher (1924–1995), Politiker
- Theodor Mengelkamp (1924–1967), Politiker
- Ludwig Heinrich Sonntag (1924–2006), SS-Unterscharführer
- Gerhard Vater (1924–1982), Gewerkschafter
- Dettmar Cramer (1925–2015), Fußballspieler und -trainer
- Walter Demgen (1925–2010), Maler und Grafiker
- Wilhelm Hill (1925–2017), Professor für Betriebswirtschaftslehre
- Karl-Ernst Jeismann (1925–2012), Historiker und Geschichtsdidaktiker
- Friedhelm Kemna (1925–2007), Journalist
- Rolf Linnenkamp (1925–2003), Kunsthistoriker
- Bernd Oldenkott (1925–2020), Diplomat
- Carl Weber (1925–2016), Theaterregisseur und -wissenschaftler, Hochschullehrer
- Cai Boie (1926–1999), Schiffbauingenieur, Redakteur und maritimer Sachbuchautor
- Walter Flamme (1926–2012), Schauspieler
- Walter Gronemann (1926–1996), Schriftsteller
- Christian Habicht (1926–2018), Althistoriker und Epigraphiker
- Günter König (1926–1998), Schauspieler, Sprecher und Opernsänger
- Günter Kuhfuß (1926–2001), Kommunalpolitiker
- Alfred Meininghaus (1926–2013), Politiker
- Manfred Messerschmidt (1926–2022), Militärhistoriker und Jurist
- Günter Samtlebe (1926–2011), Oberbürgermeister der Stadt Dortmund
- Karl Schneider (1926–2012), Kommunalpolitiker
- Engelbert Schücking (1926–2015), theoretischer Physiker und Astrophysiker
- Friedhelm Baukloh (1927–1970), Schriftsteller und Journalist
- Will Cassel (1927–2023), Maler, Zeichner und Objekt-Performance-Gesamtkünstler sowie freier Dozent
- Carmen-Renate Köper (1927–2024), Schauspielerin
- Otto Ludwig Lange (1927–2017), Biologe
- Hans Neusel (1927–2013), Jurist
- Eva Strommenger (1927–2022), Vorderasiatische Archäologin
- Waldemar Wien (1927–1994), Bildhauer
- Kurt Joachim von Bornhaupt (1928–2009), Jurist und Richter am Bundesfinanzhof
- Glen Buschmann (1928–1995), Jazzmusiker
- Peter Gabriel (* 1928), Autor
- Wolfgang Große (1928–2001), Weihbischof
- Heinz Gumin (1928–2008), Mathematiker und Physiker
- Heiner Halberstadt (1928–2021), Politiker
- Hermann Heinemann (1928–2005), Gewerkschafter und Politiker
- Kurt Piehl (1928–2001), Edelweißpirat
- Hans Wilhelm Schüßler (1928–2007), Nachrichtentechniker
- Rosemarie Spies (* 1928)
- Elisabeth Ströker (1928–2000), Philosophin
- Manfred Weissleder (1928–1980), Gründer des Hamburger Star-Club
- Heinz Willi Wirth (1928–2012), Philologe, Kunstwissenschaftler und Hochschullehrer
- Maximilian Bickhoff (1929–2010), Universitätsmäzen und Wissenschaftler
- Helmut Bracht (1929–2011), Fußballspieler und -trainer
- Siegfried Cremer (1929–2015), bildender Künstler, Restaurator und Sammler
- Klaus Nürnberg (1929–2015), Metallurg, Manager und Verbandsfunktionär
- Peter Rühmkorf (1929–2008), Lyriker, Essayisten und Pamphletist
- Hans-Eberhard Urbaniak (1929–2024), Gewerkschaftssekretär und Politiker
- Hans H. Brand (1930–2020), Hochschullehrer
- Wilfried Eckey (1930–2010), evangelischer Theologe
- Hans-Joachim Gelberg (1930–2020), Autor und Kinder- und Jugendbuchverleger
- Siggi Gerhard (1930–2020), Jazzmusiker
- Franz-Wilhelm Heimer (* 1930), Sozialwissenschaftler
- Ruth-Maria Kemper (1930–1965), Schauspielerin
- Florian Lensing-Wolff (1930–2011), Zeitungsverleger
- Bernd Rüthers (1930–2023), Rechtswissenschaftler
- Hans Jürgen Schmitt (1930–2014), Physiker und Hochschullehrer
- Fred-Günter Schroeder (1930–2019), Botaniker
- Hans Karl Steffen (1930–1994), Künstler, Maler
- Anselm Treese (1930–2004), Bildhauer

#### 1931 bis 1940

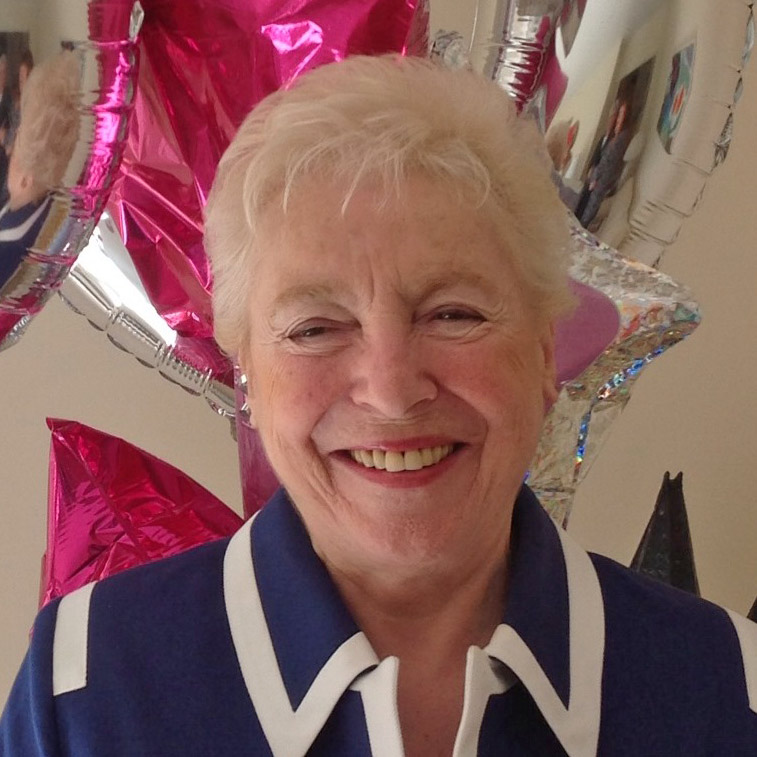
Stephanie Shirley (* 1933), britische Unternehmerin und Philanthropin

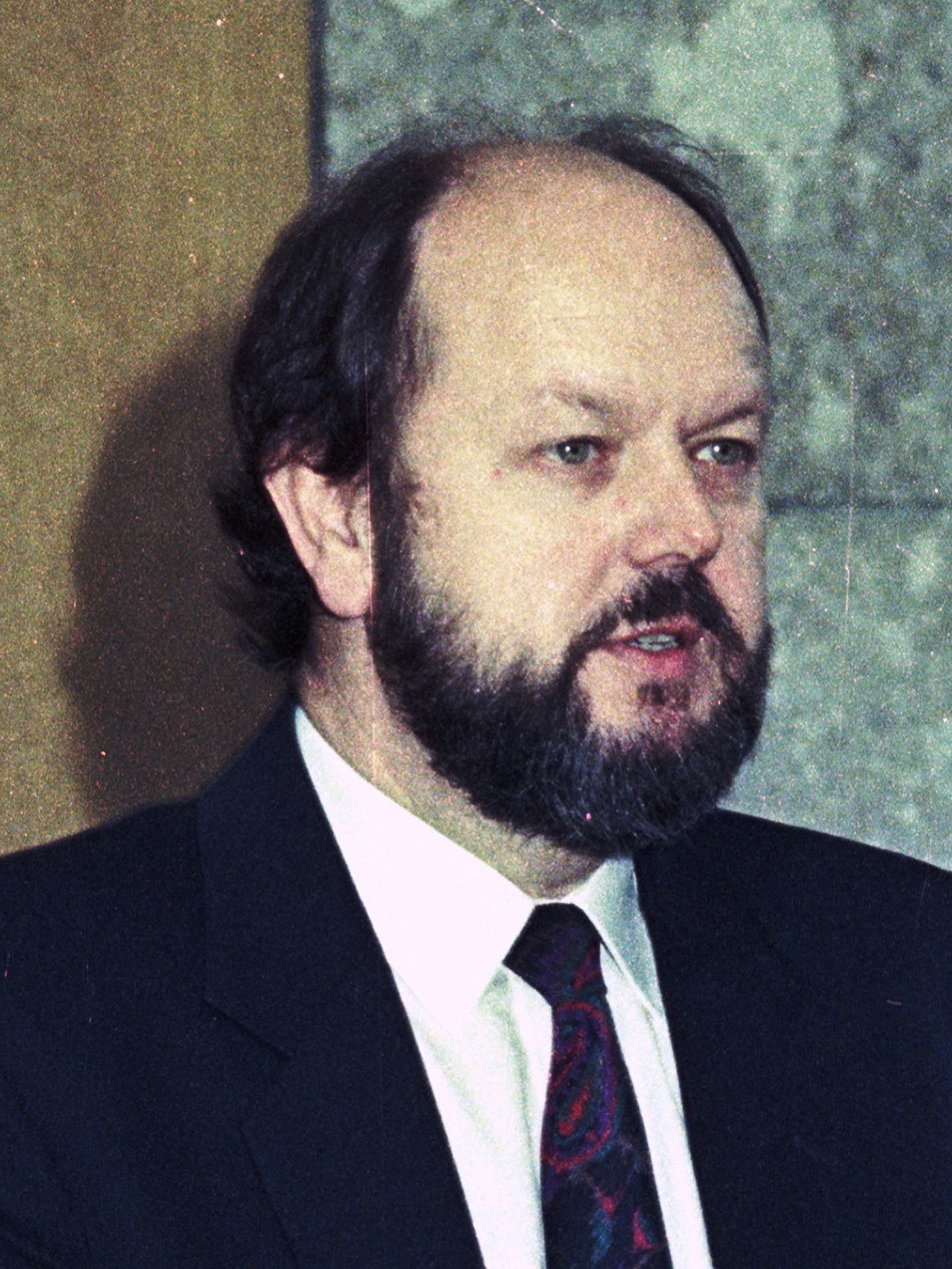
Diether Breitenbach (* 1935), Psychologe und Politiker

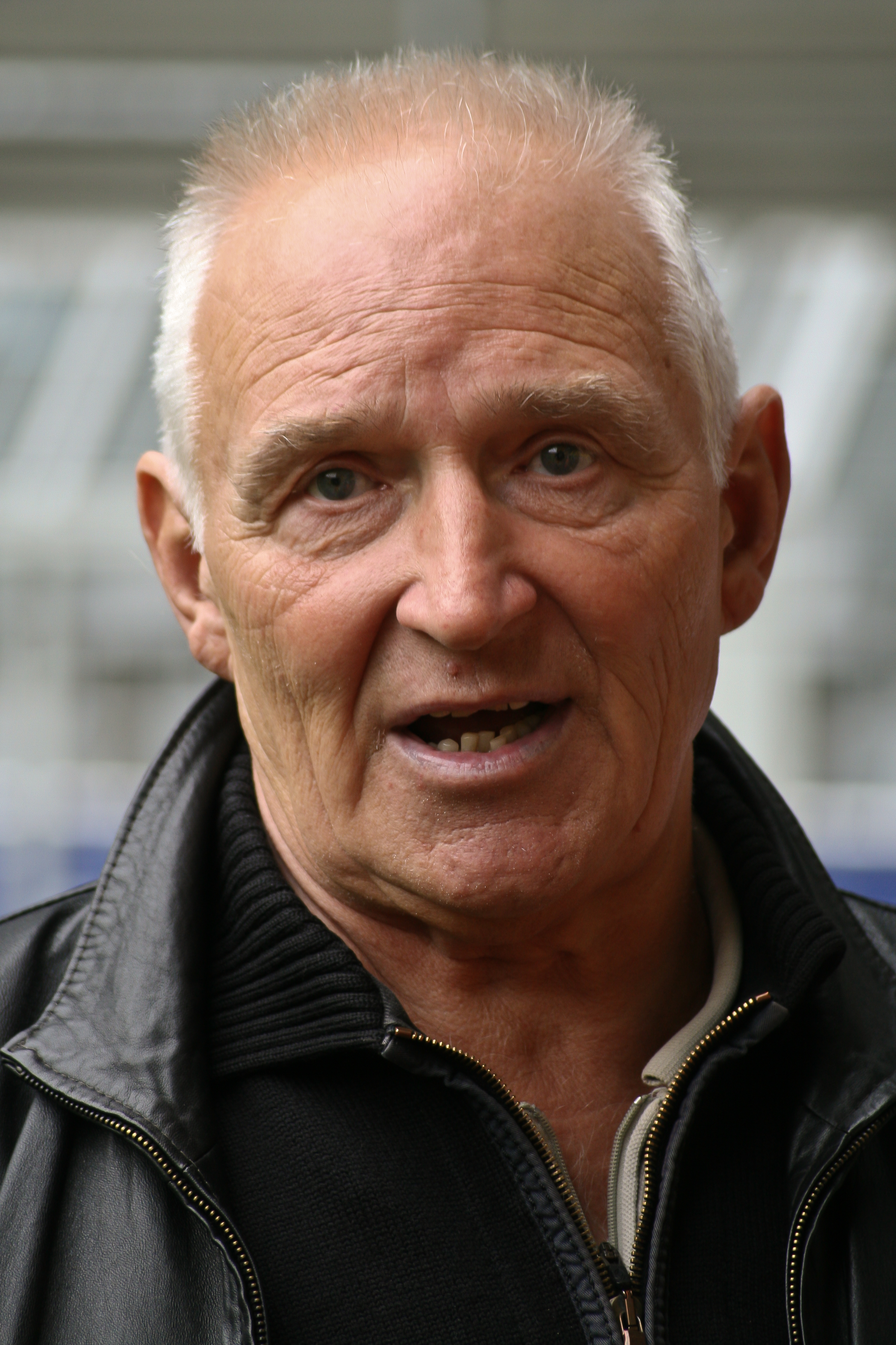
Alfred „Aki“ Schmidt (1935–2016), Fußballspieler und -trainer

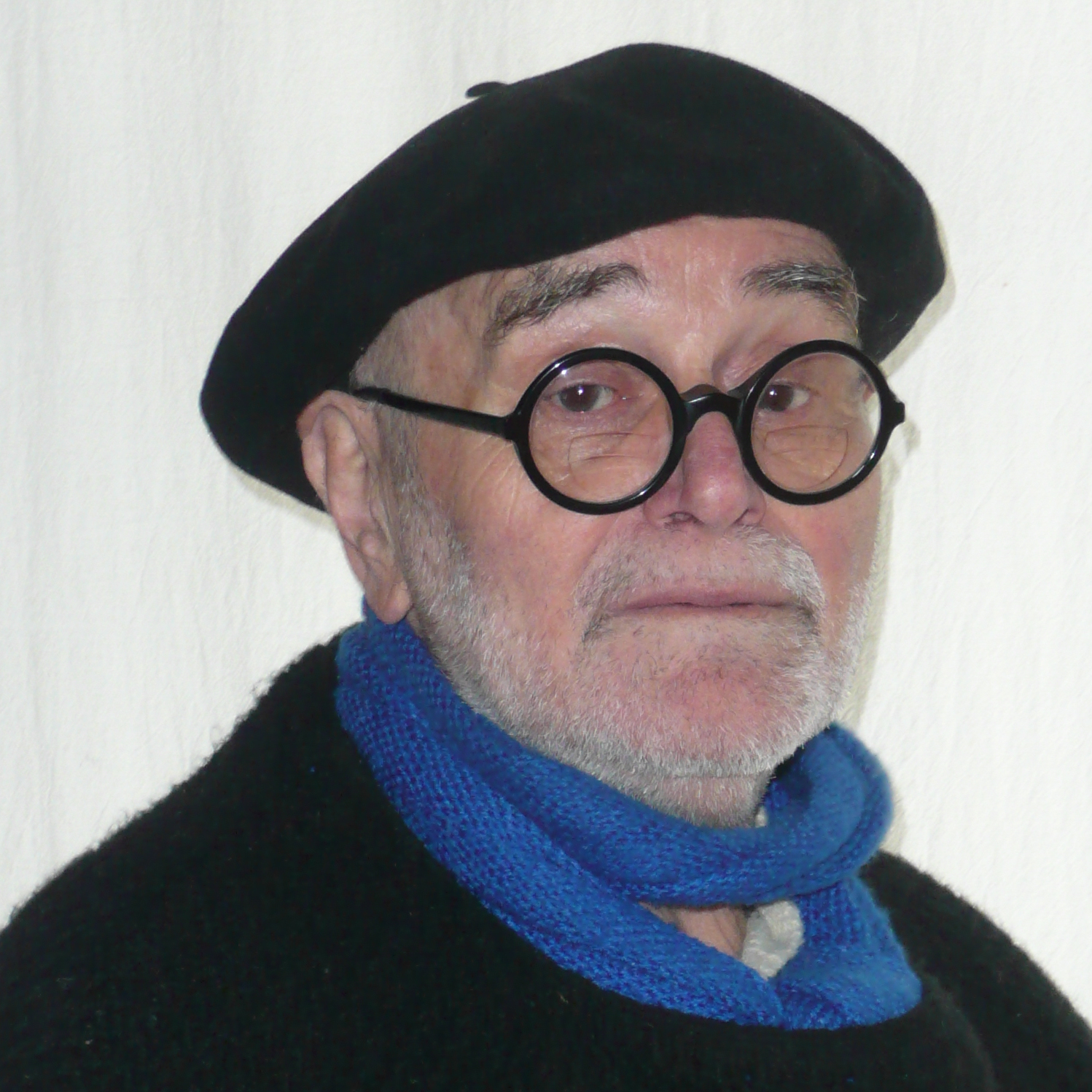
Willy L. Bitter (* 1936), Bildhauer

- Hans-Walter Berg (1931–2021), Musikwissenschaftler
- Friedhelm Dohmann (1931–1970), Politiker (SPD)
- Hans H. Gattermann (1931–1994), Jurist und Politiker (FDP)
- Josef Hattig (1931–2020), Politiker (CDU)
- Helmut Höhenberger (* 1931), Ringer
- Josef Werner Leben (1931–2010), Maler, Grafiker und Bildhauer
- Friedrich Piel (1931–2016), Kunsthistoriker und Professor für Kunstgeschichte
- Rolf Tarot (1931–2019), schweizerisch-deutscher Literaturwissenschaftler
- Marion Beaujean (1932–2004), Bibliothekarin
- Wilhelm Burgsmüller (1932–2025), Fußballspieler
- Joachim Klinger (1932–2024), Jurist, Lyriker, Karikaturist und Illustrator
- Helmut Kopka (1932–2009), Physiker und Sachbuchautor
- Klaus Murmann (1932–2014), Unternehmer
- Hermann Nüdling (1932–2021), Graphiker, Zeichner und Autor
- Ilse Oel (1932–2004), Politikerin (CDU)
- Margit Schramm (1932–1996), Opern-, Lied- und Operettensängerin
- August Beine (* 1933), Arzt, Tropenmediziner und römisch-katholischer Priester
- Stephanie Shirley (1933–2025), britische Unternehmerin und Philanthropin
- Christel Wagner-Watzlawski (1933–2025), Politikerin (CDU)
- Dieter Wellershoff (1933–2005), Generalinspekteur der Bundeswehr
- Helmut Bartels (1934–2016), Kinderheilkundler und Hochschullehrer
- Rolf Bischoff (* 1934), Richter am Bundesgerichtshof
- Gerhard Cyliax (1934–2008), Fußballspieler
- Roland Harweg (1934–2019), Professor für germanistische Sprachwissenschaft an der Ruhr-Universität Bochum
- Helmut Kapitulski (* 1934), Fußballspieler
- Norbert Kunisch (1934–2018), Klassischer Archäologe
- Dieter Murmann (1934–2021), Unternehmer und Politiker (CDU)
- Manfred Poerschke (* 1934), Leichtathlet
- Heinz-Otto Rehage (* 1934), Biologe, Naturpädagoge und Museumsmitarbeiter
- Elga Andersen (1935–1994), Schauspielerin und Sängerin
- Wilhelm Richard Berger (1935–1996), Literaturwissenschaftler, Schriftsteller und Übersetzer
- Diether Breitenbach (* 1935), Psychologe und Politiker
- Gert Claußnitzer (1935–2023), Kunsthistoriker, Kurator und Lektor
- Rudolf Herbers (* 1935), Politiker (SPD)
- Evloghios Hessler (1935–2019), Metropolit der nichtkanonischen orthodoxen Metropolie von Aquileia und Westeuropa
- Joachim Hornung (* 1935), Mathematiker und Physiker
- Klaus E. Müller (1935–2021), Ethnologe
- Manfred Schmadtke (* 1935), Schrittmacher
- Alfred „Aki“ Schmidt (1935–2016), Fußballspieler und -trainer
- Werner Tack (* 1935), Professor für Psychologie
- Hans Tilkowski (1935–2020), Fußballtorhüter und -trainer
- Wolfgang Weiermann (1935–2021), Gewerkschafter und Politiker (SPD)
- Gerhard Wendzinski (* 1935), Politiker (SPD)
- Jörg Wischmeier (1935–2012), deutscher Dreispringer
- Willy L. Bitter (* 1936), Bildhauer
- Dieter Fricke (* 1936), Wirtschaftswissenschaftler
- Lothar Geisler (1936–2019), Fußballspieler
- Erwin J. Haeberle (1936–2021), Sexualwissenschaftler
- Edgar Knoop (* 1936), Maler, Objektkünstler und Fotograf
- Karl-Heinz Marsell (1936–1996), Bahnradsportler
- Werner Aderhold (1937–2021), Musikwissenschaftler
- Heribert Wilhelm Becker (* 1937), Manager
- Dieter Beckmann (1937–2012), Psychologe
- Bernhard Blume (1937–2011), Künstler, Fotograf und Hochschullehrer
- Jürgen Fuhrmann (1937–2005), Physiker und Hochschullehrer
- Claus Günzler (1937–2022), Philosoph und Hochschullehrer
- Friedhelm Hengsbach (* 1937), Jesuit und Sozialethiker
- Dieter Kemper (1937–2018), Radrennfahrer Dieter Kemper (1937–2018), deutscher Radrennfahrer.
- Christa Kleinhans (* 1937), Fußballspielerin

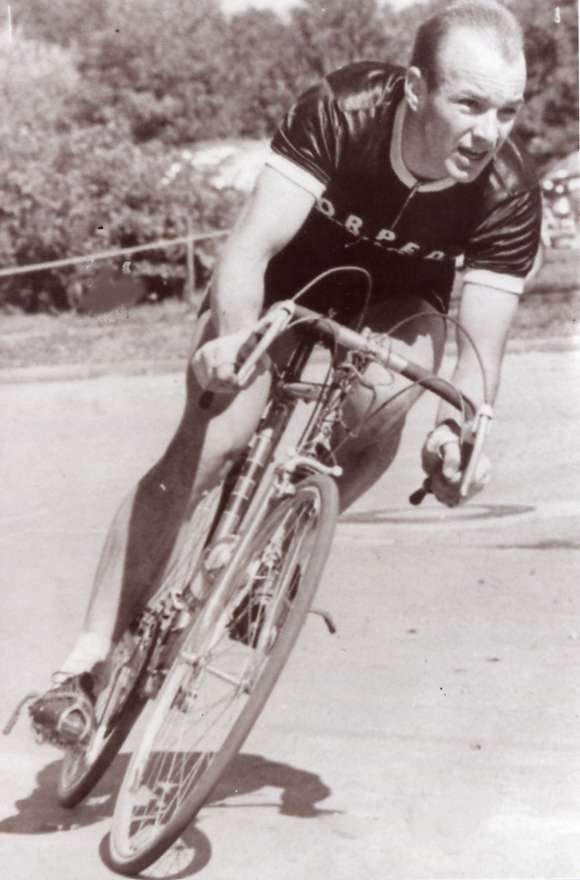
Dieter Kemper (1937–2018), deutscher Radrennfahrer.

- Dietrich Möller (1937–2024), Politiker (CDU)
- Jürgen Neukirch (1937–1997), Mathematiker
- Erwin Pfänder (* 1937), Politiker (SPD)
- Willy Quatuor (1937–2017), Boxer
- Heinz Schütte (* 1937), Hochschullehrer und Buchautor
- Wolfgang Büser (1938–2024), Fachjournalist für Zivilrecht
- Hansjörg Elshorst (* 1938), Soziologe
- Lutz Goessing (* 1938), Vielseitigkeitsreiter
- Fritz Ligges (1938–1996), Vielseitigkeits- und Springreiter
- Christoph Lindert (1938–2005), Schauspieler und Hörbuchsprecher
- Hans Lobitz (* 1938), Schauspieler und Tänzer
- Jens Lüning (* 1938), Prähistoriker
- Otthein Rammstedt (1938–2020), Soziologe
- Karl Schnabel (1938–2017), Politiker (SPD)
- Friedrich Eberhard Schnapp (1938–2022), Jurist und Hochschullehrer
- Erich Schwarz (1938–2014), Schauspieler und Hörspielsprecher
- Jan Bormann (* 1939), Künstler
- Dieter Büker (* 1939), Ingenieur und Historiker
- Peter Hattig (1939–2017), Handballspieler
- Hanspeter Klein (* 1939), Politiker (CDU)
- Detlef Lewe (1939–2008), Kanute

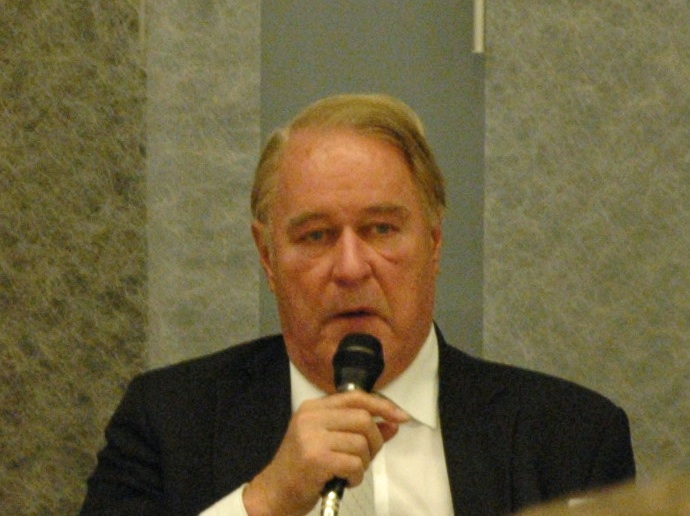
Dieter Ludwig (1939–2020), Ingenieur

- Dieter Ludwig (1939–2020), Ingenieur
- Manfred Martinschledde (* 1939), Fußballspieler
- Anke Martiny (1939–2016), Politikerin (SPD)
- Werner Mundt (1939–2005), Boxer
- Norbert Orth (1939–2023), Opernsänger
- Helga Regenstein (1939–2014), Grafikerin
- Jürgen Schütz (1939–1995), Fußballspieler
- Hans Sotin (* 1939), Opernsänger
- Klaus Stähler (* 1939), Klassischer Archäologe
- Peter Baumeister (* 1940), Jazz-Schlagzeuger und Bankier
- Dietrich Homberger (1940–2017), Germanist, Linguist und Hochschullehrer
- Horst Mühlmann (1940–1991), Fußballspieler und American-Football-Spieler
- Rolf Müller (1940–2015), Designer und Unternehmer

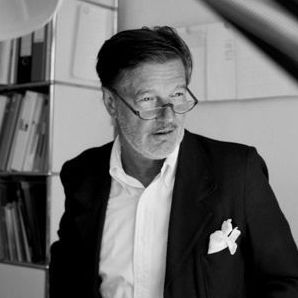
Rolf Müller (1940–2015), Designer und Unternehmer

- Ingritt Neuhaus (* 1940), Künstlerin, Kunsterzieherin und Buchillustratorin
- Ulrich Nölle (* 1940), Politiker (CDU)
- Ulrich Oesingmann (* 1940), Mediziner und ärztlicher Standespolitiker
- Heinz L. Pistol (1940–2009), Bildhauer, Zeichner und Architekt
- Norbert Tadeusz (1940–2011), Künstler
- Joachim Treusch (* 1940), Physiker und Wissenschaftsmanager

#### 1941 bis 1950

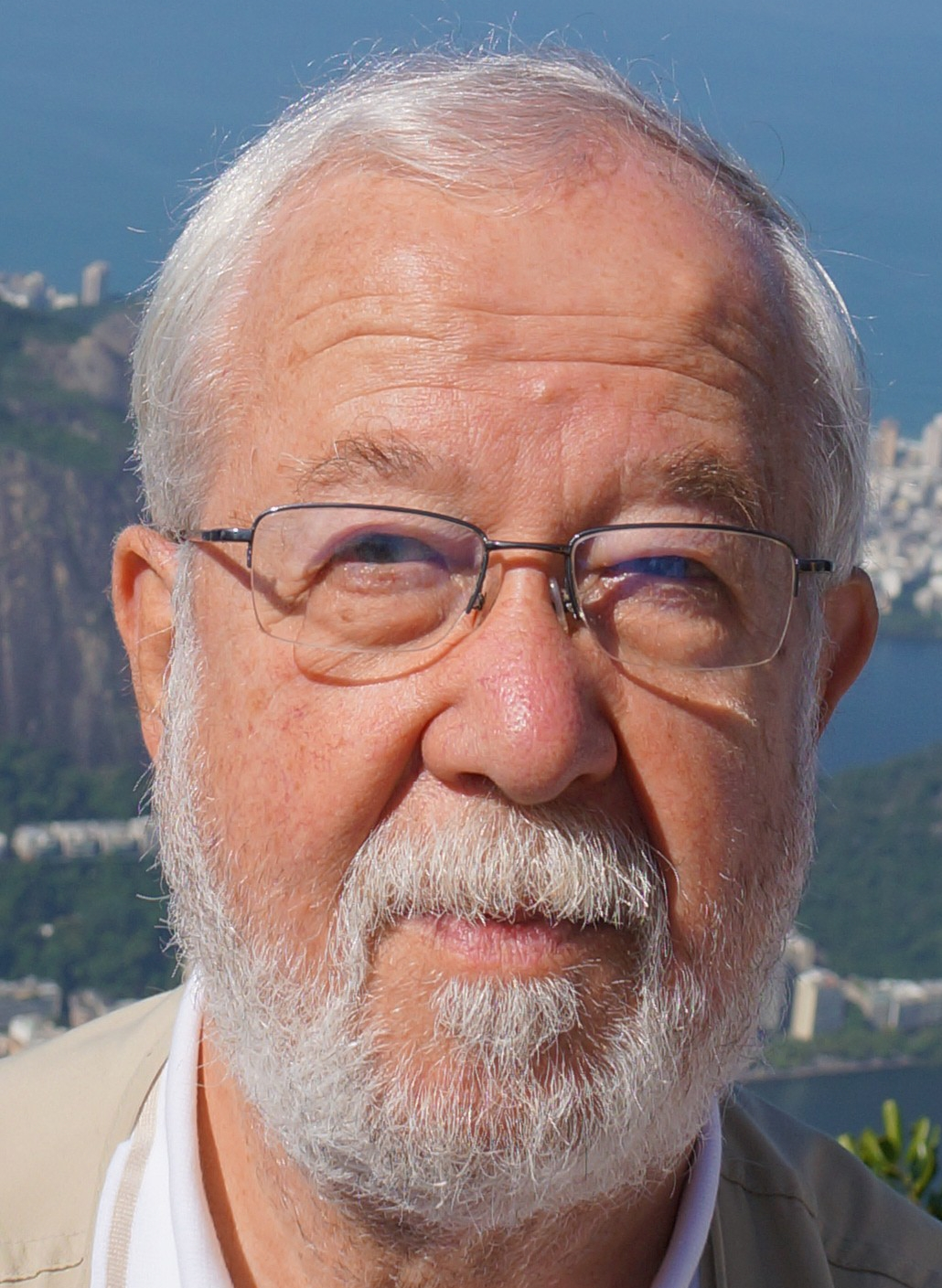
Heiner Jüttner (* 1941), Betriebswirt und linksliberaler Politiker

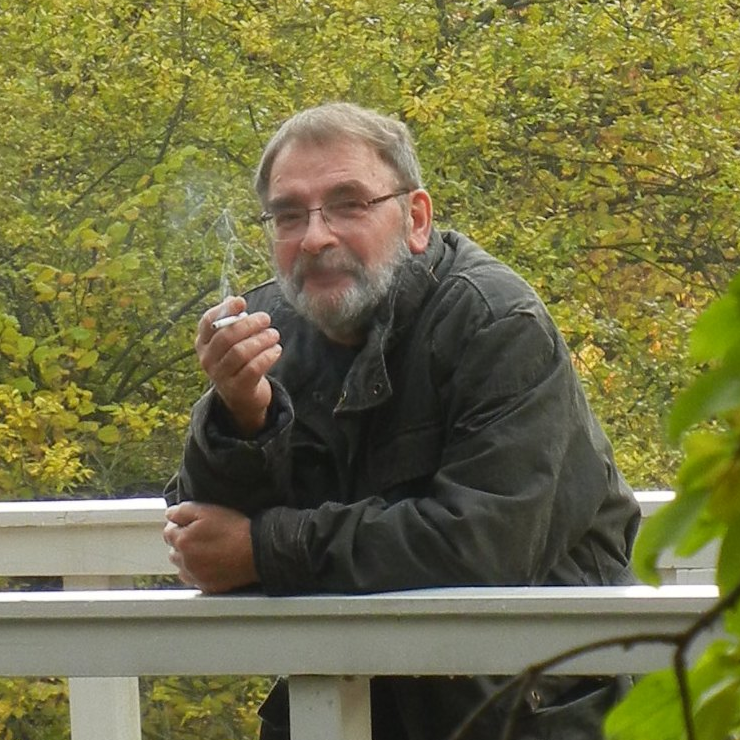
Reinhard Junge (* 1946), Autor

- Wilhelm Bollenberg (* 1941), ehemaliger deutscher Radrennfahrer.
- Wolfgang Bretschneider (1941–2021), Professor, Organist, Musik- und Liturgiewissenschaftler
- Bodo Champignon (* 1941), Politiker
- Lothar Emmerich (1941–2003), Fußballspieler
- Uwe Günzler (1941–2008), Journalist und Fernsehmoderator
- Karl-Ludwig Holtz (* 1941), Psychologe
- Heiner Jüttner (* 1941), Betriebswirt und linksliberaler Politiker
- Otto Kentzler (1941–2019), Unternehmer und Präsident des Zentralverbandes des Deutschen Handwerks
- Wolfgang Peske (1941–2019), Eishockeyspieler
- Dietlind Petzold (* 1941), Bildhauerin und Malerin
- Horst Säcker (1941–2015), Jurist, ehemaliger Richter am Bundesverwaltungsgericht
- Hartwig Schultz (* 1941), Germanist
- Ulrich Straeter (* 1941), Autor, Herausgeber und Verleger
- Christa Thoben (* 1941), Politikerin
- Otto-Erich Brodde (1942–2007), Pharmakologe
- Dieter Fenske (* 1942), Chemiker
- Christine Haidegger (1942–2021), österreichische Schriftstellerin
- Peter Henkel (* 1942), Journalist und Sachbuchautor
- Dieter Kurrat (1942–2017), Fußballspieler
- Gustav Adolf Lehmann (* 1942), Althistoriker
- Manfred Wendland (1942–2016), Eishockeyspieler
- Friedhelm Branz (* 1943), Eishockeyspieler
- Karin Kahlhofer (1943–2017), Malerin, Bildhauerin und Aktionskünstlerin
- Franz-Josef Kniola (* 1943), Politiker
- Günter Kowalewski (* 1943), Ringer
- Wilfried Micke (1943–2018), Tischtennisspieler
- Helmut Rüßmann (* 1943), Rechtswissenschaftler
- Knut Stürs (* 1943), Eishockeyspieler
- Wolf Escher (1944–2016), Jazzmusiker und Musikpädagoge
- Norbert Hammerschmidt (* 1944), Schlagertexter
- Heinz Libuda (1944–2017), Fußballspieler
- Günter Lubasch (* 1944), Fußballspieler
- Jürgen Weber (* 1944), Fußballspieler
- Karl-Heinz Böhmer (* 1945), Eishockeyspieler
- Jörg Krichbaum (1945–2002), Schriftsteller, Maler und Fotograf
- Wilma Simon (* 1945), Politikerin
- Dieter Birnbacher (* 1946), Philosoph
- Franz Josef Düwell (* 1946), Jurist und Richter am Bundesarbeitsgericht
- Reinhard Junge (* 1946), Autor
- Bernd Kiesheyer (* 1946), Brigadegeneral
- Wilhelm Schürmann (* 1946), Fotograf, Professor und Kunstsammler
- Peter Wienand (1946–2024), Diplomat
- Ernst Claußmeyer (* 1947), Unternehmer und Amateur-Radrennfahrer
- Georg Herbert (* 1947), Jurist und Vorsitzender Richter am Bundesverwaltungsgericht
- Klaus W. Hoffmann (* 1947), Schriftsteller und Liedermacher
- Armin Jahl (1947–2025), Politiker
- Joachim Klimek (* 1947), Zahnmediziner, Hochschullehrer und Sachbuchautor
- Hans-Joachim Menge (* 1947), Jurist, Politiker, Bürgermeister der Stadt Oer-Erkenschwick
- Wolfgang Meyer (* 1947), Jurist
- Dieter Pfaff (1947–2013), Schauspieler und Regisseur
- Friedhelm Schmitz-Jersch (* 1947), Jurist, Politiker, Staatssekretär in Brandenburg
- Jürgen Angelbeck (* 1948), Politiker
- Georg Crezelius (1948–2021), Jurist, Steuerrechtler und Hochschullehrer
- Wolfgang Ehrhardt (* 1948), Klassischer Archäologe
- Jürgen Heumann (* 1948), Religionspädagoge und Universitätsprofessor
- Gustav Adolf Krieg (* 1948), Kirchenmusiker, Pfarrer und Professor
- Hans-Jürgen Mehlkopf (* 1948), Eishockeyspieler
- Winfried Pinninghoff (* 1948), Ingenieur, Industriemanager, Professor und Unternehmer
- Ulrich Schmitz (* 1948), Linguist
- Christian Brand (* 1949), Bankmanager
- Reinbert Evers (1949–2022), Gitarrist und Komponist
- Busso von Alvensleben (* 1949), Diplomat
- Volker Nökel (* 1949), Autor, Comiczeichner und Illustrator
- Otto Rienhoff (* 1949), Medizininformatiker
- Hans Wilhelm Stodollick (1949–2022), Bürgermeister der Stadt Lünen
- Norbert Thimm (* 1949), Basketballspieler
- Werner Weist (1949–2019), Fußballspieler
- Michael Wienand (* 1949), Bühnenbildner und Szenograf
- Dietrich Ebeling (* 1950), Historiker
- Winfried Gödert (* 1950), Bibliothekar und Hochschullehrer
- Jörg Klingbeil (* 1950), Datenschutzexperte
- Annegret Richter (* 1950), Leichtathletin
- Helmut Schmiedt (* 1950), Literaturwissenschaftler
- Martin Schumacher (* 1950), Statistiker
- Hermann Spieckermann (* 1950), evangelischer Theologe

#### 1951 bis 1960
- Eckhard Beyer (* 1951), Physiker und Ingenieur
- Heribert Hallermann (* 1951), Professur für Kirchenrecht
- Wolf Kalipp (* 1951), Musikwissenschaftler und Dirigent
- Klaus Niedzwiedz (* 1951), Automobilrennfahrer und Fernsehmoderator
- Ingo Peter (* 1951), Fußballspieler und -trainer
- Hans Günter Wagener (* 1951), Filmkomponist
- Karin Bertholdes-Sandrock (* 1952), Politikerin
- Horst-Dieter Krasshöfer (* 1952), Jurist, Richter am Bundesarbeitsgericht
- Arie Nabrings (* 1952), Archivar und Historiker
- Rainer Schulze (* 1952), Linguist, Hochschullehrer
- Ulrich Andreas Vogt (* 1952), Unternehmer und Kultur-Manager
- Sabine Brandi (* 1953), Journalistin
- Wolfgang Braun (* 1953), Filmproduzent und Manager
- Renate Kampmann (* 1953), Schriftstellerin
- Martin Kippenberger (1953–1997), Maler, Installationskünstler, Performancekünstler, Bildhauer und Fotograf
- Gabriele Kordowski (* 1953), Politikerin
- Friedrich Ostendorff (* 1953), Politiker
- Dirk Raphael (* 1953), Arzt und Sanitätsoffizier der Bundeswehr
- Dieter Bornschlegel (* 1954), Rockgitarrist, Sänger, Komponist und Texter
- Ulla Burchardt (* 1954), Politikerin
- Peter Freiberg (* 1954), Drehbuchautor, Radiomoderator, Sänger, Kabarettist und Schauspieler
- Peter Gritzmann (* 1954), Mathematiker
- Martin Kieren (* 1954), Architekt, Architekturhistoriker, Architekturtheoretiker und Architekturkritiker
- Klaus Klemp (* 1954), Design- und Kunsthistoriker sowie Ausstellungskurator
- Bruno Knust (* 1954), Kabarettist
- Michael Muus (* 1954), Eishockeyspieler
- Elisabeth Niggemann (* 1954), Generaldirektorin der Deutschen Nationalbibliothek
- Gabriele Preuß (* 1954), Politikerin, Mitglied des Europäischen Parlaments
- Michael Schreiber (* 1954), Physiker
- Meinolf Schumacher (* 1954), Literaturwissenschaftler und germanistischer Mediävist
- Klaus Segbers (* 1954), Politikwissenschaftler und Professor
- Michael Wüstenberg (* 1954), römisch-katholischer Geistlicher, emeritierter Bischof von Aliwal in Südafrika
- Jürgen Beckmann (* 1955), Psychologe
- Cornelia Jürgens (* 1955), Politikerin
- Jürgen Metkemeyer (* 1955), Journalist
- Peter Weber (* 1955), Psychologe und Hochschullehrer
- Thomas Bettermann (* 1956), Musiker
- Manfred Curbach (* 1956), Wissenschaftler
- Peter Herbstreuth (1956–2016), Kunst- und Architekturkritiker sowie Kurator
- Peter Lichtefeld (* 1956), Filmregisseur
- Freddie Röckenhaus (* 1956), Journalist und Dokumentarfilmer
- Natty U (1956–2005), Reggae-Sänger und Musikproduzent
- Burkhard Weber (1956–2020), Sportmoderator
- Horst Wegener (* 1956), Steinmetz und Bildhauer
- Rainer Bovermann (* 1957), Politikwissenschaftler und Politiker
- Doreen Daume (1957–2013), Übersetzerin polnischer Literatur
- Michael Dittrich (1957–2022), Sportjournalist, Autor und Moderator
- Ulrich Franke (* 1957), Jurist und Richter am Bundesgerichtshof
- Martin Friedrich (* 1957), evangelischer Theologe und Kirchenhistoriker
- Corinna Halke (* 1957), Eiskunstläuferin und jetzige Sportjournalistin
- Jörg Heydorn (* 1957), Politiker
- Eva Irrgang (* 1957), Politikerin
- Peter Kehl (* 1957), Radrennfahrer, Journalist und Redakteur
- Susanne Kippenberger (* 1957), Journalistin und Buchautorin
- Kai Krause (* 1957), Software-Pionier und Musiker
- Bernd Krauss (* 1957), deutsch-österreichischer Fußballspieler und -trainer
- Ulrike Kuhlmann, geborene Berz (* 1957), Bauingenieurin und Hochschullehrerin
- Achim Peters (* 1957), Adipositas-Spezialist
- Ulrich Schiefer (* 1957), Augenarzt und Professor
- Thomas Stolz (* 1957), Linguist und Sprachwissenschaftler
- Ingo Taubhorn (* 1957), Fotograf und Kurator
- Dorothea Trottenberg (* 1957), Übersetzerin
- FM Einheit (* 1958), Musiker, Klangforscher und Produzent
- Thomas Goschke (* 1958), Professor und Prodekan
- Thomas Happe (* 1958), Handballspieler
- Barbara Havliza (* 1958), Richterin und Politikerin (CDU)
- Barbara Helbig (* 1958), Golfspielerin und Golflehrerin
- Max Herbrechter (* 1958), Schauspieler und Kabarettist
- Georg Hermes (* 1958), Rechtswissenschaftler
- Marion Lemper-Pychlau (* 1958), Psychologin und Autorin, Coach und Familientrainerin
- Peter Torberg (* 1958), Lektor und Übersetzer
- Thilo Berg (* 1959), Schlagzeuger
- Thomas Berger (* 1959), Filmregisseur und Drehbuchautor
- Susanne Dahlke-Piel (* 1959), Präsidentin des Sächsischen Oberverwaltungsgerichts
- Simone Demandt (* 1959), Fotokünstlerin und Hochschullehrerin
- Peter Eisold (* 1959), Schlagzeuger und Komponist
- Volker Epping (* 1959), Rechtswissenschaftler, Präsident der Leibniz Universität Hannover
- Armin Görtz (* 1959), Fußballspieler
- Andreas Hansen (* 1959), Literaturwissenschaftler, Herausgeber und Autor
- Gabriele Hessel (* 1959), Juristin, Richterin am Bundesgerichtshof
- Peter Illmann (* 1959), Radio- und Fernsehmoderator und Schauspieler
- Dirk Kemper (* 1959), Germanist, Literaturwissenschaftler und Hochschullehrer
- Wolfgang Kirchhoff (* 1959), Jurist, Richter am Bundesgerichtshof
- Matthias König (* 1959), Bischof der römisch-katholischen Kirche und Weihbischof
- Olaf Krätke (* 1959), Schauspieler, Sprecher, Regisseur und Produzent
- Martin Löffelholz (* 1959), Kommunikationswissenschaftler und Universitätsprofessor für Medienwissenschaft
- Dagmar Lurz (* 1959), Eiskunstläuferin
- Gerald Mörken (* 1959), Schwimmer
- Bettina Oehmen (* 1959), Musikerin und Autorin
- Martin Pohl-Hesse (* 1959), Klarinettist, Saxophonist, Musikpädagoge und Komponist
- Udo Schnittker (* 1959), Brigadegeneral des Heeres
- Matthias Schumann (* 1959), Wirtschaftsinformatiker
- Andreas Sohn (* 1959), Historiker, Hochschullehrer
- Volker Wasmuth (* 1959), Chefredakteur des Nachrichtensenders n-tv
- Matthias Wilkes (* 1959), Politiker
- Ralf Krämer (* 1960), Gewerkschafter und Politiker
- Ulrich Kuhnke (* 1960), katholischer Theologe
- Norbert Lehmann (* 1960), Journalist und Fernsehmoderator
- Heidi Möller (* 1960), Universitätsprofessorin
- Dirk Niefanger (* 1960), Literaturwissenschaftler
- Martin Papirowski (* 1960), Autor, Fernsehproduzent und – regisseur
- Wolfram Pyta (* 1960), Historiker
- Johannes Rotter (* 1960), Schauspieler und Drehbuchautor
- Eckhard Schmittdiel (* 1960), Schachspieler
- Theo Schneider (* 1960), Fußballspieler und -trainer
- Oskar Spital-Frenking (* 1960), Architekt, Stadtplaner und Hochschullehrer

#### 1961 bis 1970
- Rüdiger Althaus (* 1961), Theologe und Professor
- Tomas Avenarius (* 1961), Journalist und Autor
- Dietmar Bär (* 1961), Schauspieler
- Matthias Berg (* 1961), Jurist und Hornist
- Klaus Peter Berger (* 1961), Rechtswissenschaftler
- Frank Thomas Brinkmann (* 1961), evangelischer Theologe
- Hermann Butzer (* 1961), Rechtswissenschaftler
- Ralf Hoja (* 1961), Eishockeyspieler und -trainer
- Andreas Holzem (* 1961), römisch-katholischer Theologe
- Christa Kirschbaum (* 1961), Kirchenmusikerin
- Christian Kleinschmidt (* 1961), Wirtschaftshistoriker
- Christina Mai (* 1961), Langstreckenläuferin
- Thomas Niehr (* 1961), Sprachwissenschaftler
- Mark Polscher (* 1961), Komponist
- Andreas Schickentanz (* 1961), Jazzmusiker
- Rita Schulz (* 1961), Astrophysikerin
- Werner Taiber (* 1961), Vorstandsmitglied der WestLB
- Anja Weber (* 1961), Gewerkschafterin
- Johannes Wilkes (* 1961), Schriftsteller
- Matthias Bauer (* 1962), Germanist
- Ralf Bergmann (1962–2025), Politiker
- Peter Bohnhof (* 1962), Politiker
- Hardy Grüne (* 1962), Autor
- Martin Haase (* 1962), Romanist und Linguist
- Stefan Heinig (* 1962), Geschäftsführer und Gesellschafter
- Roland Hüve (* 1962), Theaterregisseur und Autor
- Norbert Keßlau (* 1962), Ruderer
- André Kieserling (* 1962), Soziologe
- Rafael Alfaro Kotte (1962–2005), Akkordeonist und Komponist
- Laabs Kowalski (* 1962), Schriftsteller
- Gregor Lange (* 1962), Jurist, seit 2014 Dortmunder Polizeipräsident
- Michaela Marwich (* 1962), Autorin
- Claudia Lücking-Michel (* 1962), Theologin und Politikerin (CDU)
- Karl-Nikolaus Peifer (* 1962), Rechtswissenschaftler
- Michael Reh (* 1962), Fotograf und Autor
- Torsten Rellensmann (* 1962), Radsportler
- Martin Sprungala (1962–2023), Historiker und Funktionär
- Jörg Vaihinger (* 1962), Leichtathlet
- Andreas Wöhler (* 1962), Trainer im Galoppsport
- Michael Zorc (* 1962), Fußballspieler
- Beate Baum (* 1963), Journalistin und Schriftstellerin
- Jörg Birkenkötter (* 1963), Komponist
- Phillip Boa (* 1963), Musiker
- Rüdiger Faust (* 1963), Chemiker, Nanowissenschaftler und Hochschullehrer
- Peter Großmann (* 1963), Journalist und Fernsehmoderator
- Matthias Grüne (* 1963), Generalarzt des Heeres der Bundeswehr
- André Habisch (* 1963), Theologe, Wirtschafts- und Sozialwissenschaftler
- Volker Knoop (* 1963), Evolutionsbiologe
- Corinna Kunze (1963–2022), Handballspielerin
- Ralf Loose (* 1963), Fußballspieler und -trainer
- Pia Lund (* 1963), Musikerin
- Ulrich Menke (* 1963), Verwaltungsjurist und politischer Beamter
- Jörg Michael (* 1963), Schlagzeuger
- Marion von Osten (1963–2020), Kulturwissenschaftlerin, Künstlerin und Kuratorin
- Stephan Paul (* 1963), Ökonom
- Richard Ratka (* 1963), Handballspieler und -trainer
- Oliver Roggensack (* 1963), Fußballspieler und -trainer
- Thomas Schiller (* 1963), Journalist
- Christian Strohmann (* 1963), Posaunist, Trompeter, Posaunenchorleiter und Musikpädagoge
- Andrea Ufer (* 1963), Filmproduzentin und Regisseurin
- Jochen Vollmann (* 1963), Arzt und Medizinethiker
- Martin Zawieja (* 1963), Gewichtheber
- Susanne Daub (* 1964), Latinistin
- Thomas Heilmann (* 1964), Unternehmer und Wirtschaftsmanager
- Jörg Helmdach (* 1964), Ringer
- Frank Henter (* 1964), Schwimmer
- Jörg Horn (* 1964), Fußballspieler
- Ralf Husmann (* 1964), Drehbuchautor, Produzent und Autor
- Christian Immler (* 1964), Sachbuchautor
- Wulf Kansteiner (1964–2025), Historiker
- Christina Kauschke (* 1964), Sprachwissenschaftlerin
- Stefan Kläsener (1964–2024), Journalist und Theologe
- Sabine Ludwigs (* 1964), Autorin
- Sonja Meier (* 1964), Rechtswissenschaftlerin
- Vincent Mennie (* 1964), schottischer Fußballspieler
- Cerstin Petersmann (* 1964), Ruderin
- Michael Sacher (* 1964), Politiker (Bündnis 90/Die Grünen)
- Guido Schlünder (* 1964), Jurist
- Dirk Sobottka (* 1964), Eishockeyspieler
- Silke Sommer (* 1964), Kostümbildnerin
- Stefan Warkalla (* 1964), Segler
- Corinne Wasmuht (* 1964), Malerin
- Robert Heinrich Weber (* 1964), Diplomat
- Bernhard Weiß (* 1964), Rockmusiker
- Christof Windgätter (* 1964), Medientheoretiker und Hochschullehrer
- Heiko Antoniewicz (* 1965), Koch
- Cosima Dannoritzer (* 1965), Filmautorin und Filmproduzentin
- Markus C. Schulte von Drach (* 1965), Wissenschaftsjournalist und Schriftsteller
- Dirk Gion (* 1965), Moderator, Regisseur und Stunt-Koordinator
- Cosmas Hoffmann OSB (* 1965), römisch-katholischer Priester und Abt der Abtei Königsmünster in Meschede
- Jens Hollmann (* 1965), Autor und Berater in der Gesundheitswirtschaft
- Matthias Kohring (* 1965), Medien- und Kommunikationswissenschaftler
- Monika Köster-Flachsmeyer (* 1965), Richterin
- Maren Lorenz (* 1965), Historikerin
- Bernd Schmelzer (* 1965), Kommentator und Journalist
- Damir Skenderovic (* 1965), Schweizer Historiker
- Jörg Sprave (* 1965), Webvideoproduzent
- Michael Steinbrecher (* 1965), Journalist, Fernsehmoderator und Professor
- Axel Strothmann (* 1965), Schauspieler, Synchronschauspieler, Synchronregisseur und Synchronbuchautor
- Christoph Tiegel (* 1965), Journalist und Fernsehmoderator
- Britta Waldschmidt-Nelson (* 1965), Kulturwissenschaftlerin
- Christine Wiegand (1965–2016), Regisseurin und Drehbuchautorin
- Theo Bleckmann (* 1966), Jazzsänger und Komponist
- Alexander Braun (* 1966), Kunsthistoriker und bildender Künstler
- Kerstin Eckardt (* 1966), Politikerin
- Martina Eickhoff (* 1966), Diplom-Ingenieurin und Politikerin
- Michel Golibrzuch (* 1966), Politiker
- Jörg Hegemann (* 1966), Boogie-Woogie-Pianist
- Nicole Hegener (1966–2021), Kunsthistorikerin
- Ulrich Hesse (* 1966), Sportjournalist und Autor
- Stefan Korte (* 1966), Mischtonmeister
- Peter Rehling (* 1966), Biochemiker und Zellbiologe
- Daniel Simmes (* 1966), Fußballspieler
- Torsten Sträter (* 1966), Horror- und Comedy-Schriftsteller
- Thomas Synofzik (* 1966), Musikwissenschaftler
- Marco Werner (* 1966), Autorennfahrer
- Marc Wiese (* 1966), Dokumentarfilmer, Fernsehjournalist und Regisseur
- Andreas Winter (* 1966), Autor
- Peter Würtenberger (* 1966), Manager
- Frank Buchholz (* 1967), Koch, Autor von Kochbüchern und Fernsehkoch
- Christoph Dammermann (* 1967), Ministerialbeamter und Politiker (FDP)
- Jochen Deuse (* 1967), Professor
- Sören Fenner (* 1967), Schauspieler
- Thorsten Fink (* 1967), Fußballspieler und -trainer
- Frank Grobe (* 1967), Politiker (AfD)
- Olaf Hense (* 1967), Leichtathlet
- Christian Jasper (* 1967), Installationskünstler
- Peter Jordan (* 1967), Film- und Theaterschauspieler
- Michael Kauch (* 1967), Politiker
- Christoph Moss (* 1967), Journalist und Medienwissenschaftler
- Judith Pirscher (* 1967), Verwaltungsbeamtin und Politikerin (FDP)
- Michael Porr (* 1967), Kirchenmusiker
- Thomas Schneider (* 1967), Fußballspieler
- Christian Seiler (* 1967), Rechtswissenschaftler
- Daniel Sodenkamp (* 1967), Politiker
- Sebastian Strempel (* 1967), Jazzmusiker
- Andrea Venhaus (* 1967), Piercerin, Bodymodderin, Referentin und Schauspielerin
- Sonja Zekri (* 1967), Journalistin und Autorin
- Silke Backsen (* 1969), Politikerin (Bündnis 90/Die Grünen)
- Jens Brand (* 1968), Künstler
- Peter Brownbill (* 1968), Schauspieler
- Oliver Eickelberg (* 1968), Mediziner und Pneumologe
- Dirk Eitzert (* 1968), Fußballspieler
- André Erkau (* 1968), Regisseur und Drehbuchautor
- Stefan Fengler (* 1968), Fußballspieler
- Heide Frielinghaus (* 1968), Klassische Archäologin
- Jochen Hanebeck (* 1968), Elektrotechniker und Manager
- Frank Hengstenberg (* 1968), Politiker
- Dörthe Huth (* 1968), Autorin, Psychologin und Coach
- Marina Kielmann (* 1968), Roll- und Eiskunstläuferin
- Andreas Lebsanft (* 1968), Radrennfahrer
- Timo Leuders (* 1968), Mathematikdidaktiker und Hochschullehrer
- Stefan Locher (* 1968), Ruderer
- Marcel Machill (* 1968), Wissenschaftler und Publizist
- Sabina Müller (* 1968), Bürgermeisterin von Fröndenberg/Ruhr
- Christian Neander (* 1968), Gitarrist
- Axel Rüger (* 1968), Kunsthistoriker und Kurator
- Volker Sassenberg (* 1968), Musik- und Hörspielproduzent, Komponist und Texter
- Markus Scheumann (* 1968), Schauspieler, Hörspielsprecher und Hörfunkmoderator
- Frank Schoppe (* 1968), Handballspieler und -trainer
- Florian Schwarthoff (* 1968), Hürdenläufer
- Jörg Thadeusz (* 1968), Journalist, Radio- und Fernsehmoderator und Schriftsteller
- Christian Ulrichs (* 1968), Biologe
- Matthias Ungemach (* 1968), Ruderer
- Stephanie Borgert (* 1969), Ingenieur-Informatikerin, Management- und Organisationsberaterin, Fachbuchautorin und Vortragsrednerin
- Tanja Brakensiek (* 1969), Politikerin
- Markus Dömer (* 1969), Karambolagespieler
- Simone Edelberg (* 1969), Autorin und Verlegerin
- Martina Eppelt (* 1969), Juristin und Richterin des Bundesverwaltungsgerichts
- Kathrin Groh (* 1969), Rechtswissenschaftlerin
- Bettina Gundermann (* 1969), Schriftstellerin
- Carsten Knop (* 1969), Journalist
- Wolfgang Krell (* 1969), Graffitikünstler
- Claudia Middendorf (* 1969), Sozialpädagogin und Politikerin (CDU)
- Benjamin Reding (* 1969), Regisseur
- Dominik Reding (* 1969), Filmregisseur, Drehbuchautor und Filmproduzent
- Stefan Romberg (* 1969), Politiker
- Stefan Steinweg (* 1969), Radrennfahrer
- Julia Wegat (* 1969), Malerin und Medienkünstlerin
- Bert te Wildt (* 1969), Psychiater
- Martin Bremer (* 1970), Langstreckenläufer
- Christian Fischer (* 1970), Fußballschiedsrichter
- Uwe Grauer (* 1970), Fußballspieler und -trainer
- Dirk Jacobs (* 1970), Fernsehjournalist und Fernsehmoderator
- Karsten Kohlhaas (* 1970), Handballspieler und Neurologe
- Michael Neumann (* 1970), SPD-Politiker, seit 2011 Hamburger Senator für Inneres und Sport
- Peter Radegast (* 1970), Basketballspieler, -trainer und -funktionär
- Birgit Rydlewski (* 1970), Politikerin (Piraten)
- Raphael Schneider (* 1970), Schauspieler
- Katrin Seibert (* 1970), Para-Badmintonspielerin
- Jens Vörtmann (* 1970), Pokerspieler
- Jan Zeitler (* 1970), Oberbürgermeister von Überlingen
- Crisjan Zöllner (* 1970), Schauspieler

#### 1971 bis 1980
- Marco Bülow (* 1971), Politiker
- Susanne Fengler (* 1971), Kommunikationswissenschaftlerin und Autorin
- Frank Fischöder (* 1971), Eishockeytrainer
- Markus Freiwald (* 1971), Schlagzeuger
- Tim Gutberlet (* 1971), Fußballspieler
- Winfried Holthaus (* 1971), Richter
- Wolfram Kawohl (* 1971), deutsch-schweizerischer Arzt
- Stefan Klos (* 1971), Fußballspieler
- Karsten Kobs (* 1971), Hammerwerfer
- Sascha Lewandowski (1971–2016), Fußballtrainer
- Mischa Meier (* 1971), Althistoriker
- Peter Quallo (* 1971), Fußballspieler
- Isabel Schnabel (* 1971), Wirtschaftswissenschaftlerin
- Christian Storm (* 1971), Schauspieler
- Peter Thorwarth (* 1971), Regisseur und Drehbuchautor
- Sascha Westphal (* 1971), Film- und Theaterkritiker
- Mike Zero (1971–2018), Musiker
- Ingo Elbe (* 1972), Philosoph und Sozialwissenschaftler
- Bjørn Jagnow (* 1972), Autor von Fantasy-Literatur
- Sven Mislintat (* 1972), Fußballfunktionär
- Stefan Adam (* 1973), Geschäftsführer und Gesellschafter im Handball
- Lee Buddah (* 1973), Songwriter, Produzent, Filmkomponist und Hörspielautor
- Kristina Dunker (* 1973), Kinder- und Jugendbuchautorin und freie Journalistin
- Gunnar Fehlau (* 1973), Fachjournalist und Buchautor
- Stefan Köster (* 1973), Politiker
- Andrea Mertens (* 1973), Filmeditorin
- Christian Nerlinger (* 1973), Fußballspieler und Sportdirektor
- Yasemin Şamdereli (* 1973), Filmregisseurin und Drehbuchautorin
- Olaf Sundermeyer (* 1973), Journalist und Publizist
- Christian Turk (* 1973), Comiczeichner, Illustrator und Buchautor
- Henning Zülch (* 1973), Wirtschaftswissenschaftler
- Holger Gzella (* 1974), katholischer Theologe
- Mirko Klos (* 1974), Fernsehmoderator, Singer-Songwriter und Autor
- Kristin Meyer (* 1974), Schauspielerin
- Martin Rothland (* 1974), Erziehungswissenschaftler und Hochschullehrer
- Şener Saltürk (* 1974), Autor
- Marco Gruszka (* 1975), Fußballspieler
- Ludger Gailing (* 1976), Regionalplaner
- Björn Mehnert (* 1976), Fußballspieler
- Jochen Naaf (* 1976), Musikproduzent und Songschreiber
- Lars Ricken (* 1976), Fußballspieler
- Janina Sachau (* 1976), Schauspielerin und Hörspielsprecherin
- Jörg Sauerland (* 1976), Fußballspieler
- Stefanie Schardien (* 1976), Professorin
- Christina Becker (* 1977), Radsportlerin
- Swen O. Heiland (* 1977), Musiker
- Stefan Holtmann (* 1977), evangelisch-lutherischer Theologe
- Daniela Jansen (* 1977), Politikerin
- Jan Robert Müller (* 1977), Schauspieler und Musikproduzent
- Susanne A. Schneider (* 1978), Neurologin und Hochschullehrerin
- Ricarda Wältken (* 1978), Pop-Rap-Sängerin
- Christian Franz (* 1979), Eishockeyspieler
- Lars Ginzel (* 1979), Toningenieur
- Sidney Hoffmann (* 1979), Moderator und Unternehmer
- Nesrin Şamdereli (* 1979), deutsch-türkische Drehbuchautorin
- Stephan Schwingeler (* 1979), Medienwissenschaftler
- Benedikt Weichert (* 1979), Eishockeytorhüter und -trainer
- Collin Danielsmeier (* 1980), Eishockeyspieler
- Sonja Klimek (* 1980), Literaturwissenschaftlerin
- Anna Planken (* 1980), Fernsehmoderatorin
- Mirko Reinke (* 1980), Eishockeyspieler

#### 1981 bis 1990
- Olaf Wegener (* 1981), Schachspieler
- Mirjana Lučić (* 1982), Tennisspielerin
- Manuel Sarrazin (* 1982), Politiker
- David Solga (* 1982), Fußballspieler
- Bastian Swillims (* 1982), Sprinter
- Latefa Wiersch (* 1982), bildende Künstlerin
- Patrick Kohlmann (* 1983), deutsch-irischer Fußballspieler
- Corinna Liedtke (1983), Regisseurin und Drehbuchautorin
- Tim Hendrik Walter (* 1984), Jurist, Autor und Influencer
- Jürgen Duah (* 1985), deutsch-ghanaischer Fußballspieler
- Tanja Egen (* 1985), Filmemacherin
- Daniel Gordon (* 1985), Fußballspieler
- Marcel Großkreutz (* 1985), Fußballspieler
- Marc Heitmeier (* 1985), Fußballspieler
- Sonja Schöber (* 1985), Schwimmerin
- Katharina Werning (* 1985), Jockey
- Jonas Baumann (* 1986), Sportkletterer
- Thilo Corzilius (* 1986), Schriftsteller
- Lena Düpont (* 1986), Politikerin
- Mira Möller (* 1986), Fußballspielerin
- Massimo Ornatelli (* 1986), italienischer Fußballspieler
- Michael Dyllong (* 1987), Koch
- Yasin Öztekin (* 1987), deutsch-türkischer Fußballspieler
- Sarah Stork (* 1987), Schauspielerin
- Kevin Großkreutz (* 1988), Fußballspieler
- Matthias Helferich (* 1988), rechtsextremistischer Politiker
- Daniela Löwenberg (* 1988), Fußballspielerin
- Friederike Lütz (* 1988), Handballspielerin
- Moritz Müller (* 1988), Volleyballspieler
- Benjamin Winter (1988–2014), Vielseitigkeitsreiter
- Kerim Avcı (* 1989), Fußballspieler
- Mandy-Kay Bart (* 1989), Reality-Soap-Darstellerin, Influencerin
- Erline Nolte (* 1989), Bobfahrerin
- Amelie Plaas-Link (* 1989), Schauspielerin
- Marco Reus (* 1989), Fußballspieler
- Sonja Speckmann (* 1989), Fußballspielerin
- Lena Dobler (* 1990), Songwriterin und Indiepop-Musikerin
- Yasmin Kwadwo (* 1990), Leichtathletin
- Anna-Bianca Schnitzmeier (* 1990), Radrennfahrerin

#### 1991 bis 2000
- Marc Hornschuh (* 1991), Fußballspieler
- Tim Peters (* 1990), Musikproduzent und Schlagersänger
- Marco Stiepermann (* 1991), Fußballspieler
- Christopher Weber (* 1991), Bobfahrer
- Florian Freitag (* 1992), Handballspieler
- Justin Wolf (* 1992), Radsportler
- Lena Saniye Güngör (* 1993), Politikerin
- Alexandra Höffgen (* 1993), Ruderin
- Patrick Zelbel (* 1993), Schachspieler
- Marvin Ducksch (* 1994), Fußballspieler
- Isabel Drescher (* 1994), Eiskunstläuferin
- Anna Lucia Gustmann (* 1994), Schauspielerin, Synchronsprecherin und Hörbuchsprecherin
- Jacqueline Klasen (* 1994), Fußballspielerin
- Lina Magull (* 1994), Fußballspielerin
- Isabelle Wolf (* 1994), Fußballspielerin
- Orkan Çınar (* 1996), Fußballspieler
- Victor Knaub (* 1996), deutsch-kanadischer Eishockeyspieler
- Miedya Mahmod (* 1996), deutsche Person, die literarische Texte schreibt und als Spoken-Word-Artist auftritt
- Vanessa Pokuaah Mark (* 1996), Bobsportlerin und Leichtathletin
- Lion Schweers (* 1996), Fußballspieler
- Tim Wiesner (* 1996), Fußballspieler
- Nina Ehegötz (* 1997), Fußballspielerin
- Maximilian Czerwinski (* 1998), Dartspieler
- Felix Götze (* 1998), Fußballspieler
- Tobias Warschewski (* 1998), Fußballspieler
- Gabriel Kyeremateng (* 1999), deutsch-ghanaischer Fußballspieler

### 21. Jahrhundert
- Maxwell Gyamfi (* 2000), Fußballspieler
- Lucien Hawryluk (* 2000), Fußballspieler
- Tobias Mißner (* 2000), Fußballspieler
- Marie Müller (* 2000), Fußballspielerin
- Svenja Müller (* 2001), Beachvolleyballspielerin

## Bekannte Einwohner Dortmunds
Hier folgt eine kleine Übersicht von Personen, die in Dortmund gelebt und gewirkt haben, jedoch nicht dort geboren wurden.
- Schwarzer Ewald, * Ende siebtes Jahrhundert; † vermutlich 690er Jahre in Aplerbeck; Missionar
- Weißer Ewald, * Ende siebtes Jahrhundert; † vermutlich 690er Jahre in Aplerbeck; Missionar
- Agnes von der Vierbecke, um 1341 in Hengsen; † 4. Oktober 1378 in Dortmund; „Verräterin“
- Derick Baegert, * um 1440 in Wesel; † nach 1502 in Wesel; Maler
- Christoph Scheibler, * 6. Dezember 1589 in Armsfeld; † 10. November 1653 in Dortmund; Philosoph und Theologe
- Gottschalk Diedrich Baedeker, * 4. November 1713 in Essen; † 9. April 1784 ebenda; Verleger
- Hermann Diedrich Piepenstock, * 6. August 1782 in Iserlohn; † 4. September 1843 ebenda; Kaufmann und Fabrikant
- Friedrich Harkort, * 22. Februar 1793 in Hagen; † 8. März 1880 in Dortmund; Unternehmer und Politiker
- Henriette Davidis, * 1. März 1801 in Wengern; † 3. April 1876 in Dortmund; Kochbuchautorin
- Leopold Hoesch, * 13. Januar 1820 in Düren; † 21. April 1899 ebenda; Industrieller
- Heinrich Schüchtermann (1830–1895), Unternehmer und Stifter
- August Klönne (1849–1908), Ingenieur und Gründer des Unternehmens Aug. Klönne
- Franz Lütgenau, * 25. Oktober 1857 in Rheindorf; † 26. April 1931 in Dortmund; Reichstagsabgeordneter
- Friedrich Springorum, * 1. April 1858 in Schwelm; † 16. Mai 1938 in Dortmund; Ruhrindustrieller
- Jordan Mai, * 1. September 1866 in Buer; † 20. Februar 1922 in Dortmund; Franziskaner-Laienbruder
- Hugo Steinbach, * 6. März 1873 in Heimersheim; † nach 1927; Architekt
- Hermann Berckemeyer (1875–1950), Unternehmer, u. a. Teilhaber der Firma Willich in Dortmund
- Konrad Haenisch, * 13. März 1876 in Greifswald; † 28. April 1925 in Wiesbaden; Politiker und Journalist
- Josef Lübbring, * 26. Juli 1876 in Ahaus; † 9. November 1931 in Dortmund; Polizeipräsident und Politiker (SPD)
- Albert Vögler, * 8. Februar 1877 in Essen; † 14. April 1945 in Herdecke; Unternehmer und Politiker
- Willi Moog, * 1878 in Wiesbaden; † 1965 in Dortmund; Opernsänger (Bariton) und Regisseur
- Fritz Mielert, * 3. Juli 1879 in Wartha (Neiße); † 4. August 1947 in Dortmund; Fotograf
- Hans Strobel, * 26. Februar 1881 in Weiden Opf.; † 6. Februar 1953 in Dortmund; Stadtbaurat und Architekt
- Emil Pohle, * 27. August 1885 in Hadersleben; † 30. März 1962 in Kassel; Architekt
- Fritz Henßler, * 12. April 1886 in Altensteig; † 4. Dezember 1953 in Witten; Politiker
- Gerard Bunk, * 4. März 1888 in Rotterdam; † 13. September 1958 in Kamen; Organist an St. Reinoldi, Komponist
- Franz Gerwin, * 9. Juni 1891 in Lünen a. d. Lippe; † 28. März 1960 in Bochum; Maler
- Robert Götz, * 9. März 1892 in Betzdorf; † 15. Februar 1978 in Dortmund; Musikpädagoge, Lieddichter und -komponist
- Felix Wolfes, * 2. September 1892 in Hannover; † 28. März 1971 in Boston/USA; Musikalischer Oberleiter, 1. Kapellmeister am Stadttheater Dortmund (1931/32–1932/33); musste im März 1933 vor den Nazis fliehen
- Hans Schanzara, * 1897 in Karlsruhe; † 1984 in Köln; Opernsänger (Bass-Buffo), Regisseur und Komponist
- Siegfried Heimberg, * 9. September 1898 in Madfeld; † 20. Oktober 1965 in Dortmund; Vorsitzender der jüdischen Kultusgemeinde von Westfalen-Lippe
- Ottomar Jänichen (1900–1967), Unternehmer und Schriftsteller, Mitgründer der Johanniter-Unfall-Hilfe
- Marta de Marco, * 1900 in Düsseldorf; † 1969 in Dortmund; Opernsängerin (Sopran)
- Hellmuth Wolfes, * 1901 in Hannover; † 1971 in Cleveland/USA; Kapellmeister am Stadttheater Dortmund (1926/27–1929/30)
- Reiner Minten, * 1902 in Düsseldorf; † 1958 in Hannover; Opernsänger (Heldentenor) und Intendant
- Bernhard Temming, * 1902 in Bielefeld; † 1986 in Dortmund; Schriftsetzer, Drucker und Grafiker
- Charlotte „Lotte“ Temming, * 4. April 1903 in Aachen; † 19. September 1984 in Dortmund; Schriftstellerin und Kabarettistin
- Grete Ackermann, * 1903 in Hagen-Haspe; † 1966 in Lippstadt; Opernsängerin (Alt)
- Gottfried Flach, * 22. Dezember 1904 in Stuttgart; † 12. März 1979 in Goslar; deutscher Ingenieur und Politiker (NSDAP), Ratsherr in Dortmund
- Will Ribbert, * 1905 in Düsseldorf; † 1992 in Dortmund; Opernsänger (Bass)
- Karl Leibold, * 1907 in Offenbach/Main; † 1953 in Dortmund; Opernsänger (Bariton)
- Will Schwarz, * 1907 in Gelsenkirchen; † 21. Januar 1992 in Dortmund; Architekt (u. a. Aussichts- und Fernmeldeturm „Florian“, Gesundheitshaus, Mahnmal Bittermark)
- Gustav Kilian, * 3. November 1907 in Luxemburg; † 19. Oktober 2000 in Dortmund; Radrennfahrer und -trainer
- Wilhelm Schüchter, * 15. Dezember 1911 in Bonn; † 27. Mai 1974 in Dortmund; Generalmusikdirektor und Künstlerischer Leiter des Musiktheaters
- Bernhard von Glisczynski, * 13. April 1912 in Berlin; † 17. April 1992 in Dortmund; Manager und Denkmalschützer
- Willi Daume, * 24. Mai 1913 in Hückeswagen; † 20. Mai 1996 in München; Präsident des Nationalen Olympischen Komitees
- Anke Naumann, * 1914 in Hamburg; † 1992 in Karlsruhe; Opernsängerin (Mezzosopran)
- Karl-Theodor Molinari, * 7. Februar 1915 in Bonn; † 11. Dezember 1993 in Dortmund; General und Gründungsvorsitzender des deutschen Bundeswehrverbandes
- Ursula Richter, * 1915 in Leipzig; † 2009 in Leipzig; Opernsängerin (Koloratursopran)
- Ēriks Koņeckis, * 9. Februar 1920 in Riga; † 2. Februar 2006 in Dortmund; Eishockeyspieler
- Alfred Preißler, * 9. April 1921 in Duisburg; † 17. Juli 2003 ebenda; Fußballspieler
- Max von der Grün, * 25. Mai 1926 in Bayreuth; † 7. April 2005 in Dortmund; Schriftsteller
- Heinrich Kwiatkowski, 16. Juli 1926 in Gelsenkirchen; † 23. Mai 2008 in Dortmund; Fußballspieler
- Ursula Happe, * 20. Oktober 1926 in Danzig; † März 2021 in Dortmund; Schwimmerin (Olympiasiegerin 1956 über 200 m Brust)
- Alfred Vökt, * 21. Mai 1926 in Basel; † 14. Juni 1999 ebenda; Opern- und Konzertsänger (Tenor)
- Horst Springer (1926–2002), Kaufmann und Inhaber der Firma Schirmer Kaffee
- Josef Reding, * 20. März 1929 in Castrop-Rauxel; Schriftsteller
- Horst Kubik, * 21. Juli 1929 in Zehdenick; † 7. Dezember 2020 in Dortmund; Eishockeyspieler
- Nahid Anahita Ratebzad, * 1931 in Guldara; † 7. September 2014 in Dortmund; afghanische Diplomatin und Politikerin
- Otti Pfeiffer, * 29. Juli 1931 in Wesel; † 9. August 2001 in Herdecke; Lyrikerin
- Willi Hoffmeister, * 25. März 1933 in Oberbauerschaft; † 3. August 2021 in Dortmund; Friedensaktivist und Gewerkschafter
- Aloys Butzkamm, * 14. Februar 1935 in Elben, † 28. Dezember 2016 in Dortmund, röm-kath. Priester, Psychologe, Kunsthistoriker
- Helge Breloer, * 28. Oktober 1937 in Mönchengladbach; † 23. April 2011 in Dortmund; Wertermittlungs-Expertin für Bäume und Sträucher
- Rainer Noltenius (* 1938), Literatur- und Kunsthistoriker
- Albrecht Knauf (* 1940), Unternehmer, ehem. Mitinhaber Eurowings, Gesellschafter in verschiedenen Betrieben der Knauf Unternehmensgruppe
- Klauspeter Sachau, * 18. November 1940 in Hamburg; † 23. Dezember 2023 in Dortmund; Literaturförderer, Literaturveranstalter, Verleger und Grafiker
- Sigfried Held, * 7. August 1942 in Freudental; Fußballspieler
- Harry Rosin, * 1943; Mediziner und Umweltschützer
- Hans-Peter Arens, * 23. Oktober 1944; † 22. März 2019; Schausteller
- Helmut Rellergerd, * 25. Januar 1945 in Dahle; Autor
- Gerhard Kilger, * 1946 in Tübingen; Physiker, freier Künstler, Dozent, seit 1988 Direktor der DASA – Arbeitswelt Ausstellung
- Adolf Winkelmann, * 10. April 1946 in Hallenberg; Regisseur
- Erich G. Fritz, * 9. Dezember 1946 in Teisendorf; Politiker (CDU), MdB
- Sabine Deitmer, * 21. Oktober 1947 in Jena; † 11. Januar 2020 in Dortmund; Autorin
- Roland Pröll, * 11. Juni 1949 in Unna; Pianist und Musikprofessor, Gründer des Schubert-Wettbewerbs
- Bernhard Rapkay, * 8. Januar 1951 in Ludwigsburg; Politiker (SPD), MdEP
- Guntram Schneider, * 2. Juli 1951 in Isselhorst; † 3. Januar 2020 in Dortmund; Politiker (SPD), Minister für Arbeit, Integration und Soziales des Landes Nordrhein-Westfalen
- Gabriella Wollenhaupt, * 21. März 1952 in Neuwied; Krimiautorin
- Matthias Bleyl, * 23. Juli 1953 in Iserlohn; Kunsthistoriker und Hochschullehrer
- Fritz Eckenga, * 30. Januar 1955 in Bochum; Kabarettist
- Heiko Waßer, * 3. Oktober 1957 in Gladbeck; Sportjournalist und Rennsport-Kommentator
- Friedrich Küppersbusch, * 24. Mai 1961 in Velbert; Journalist, Autor und Moderator
- Peter Knäbel, * 2. Oktober 1966 in Witten; Fußballspieler und -funktionär
- Dirk van der Ven, * 1. März 1970 in Duisburg; Fußballspieler
- Uwe Rosenberg, * 27. März 1970 in Aurich; Spieleautor
- Sasha, * 5. Januar 1972 in Soest; Popsänger
- Der Wolf, * 27. September 1973 in Lüdinghausen; Rapper und Discjockey
- Tanja Szewczenko, * 26. Juli 1977 in Düsseldorf; Schauspielerin und ehemalige Eiskunstläuferin
- Michael Melka, * 9. Juli 1978 in Castrop-Rauxel; Fußballspieler
- Cosmo Klein, * 1. November 1978 in Anröchte; Sänger und Songwriter
- Aladin El-Mafaalani (* 1978 in Datteln), deutscher Soziologe
- Hannes Wolf, * 15. April 1981 in Bochum; Fußballspieler und -trainer
- Florian Thorwart, * 20. April 1982 in Hagen; Fußballspieler
- Sven Kroll, * 14. Dezember 1983 in Ahlen; Fernsehmoderator
- Tialda van Slogteren, * 22. Mai 1985 in Amsterdam; Sängerin
- Fabian Götze, * 3. Juni 1990 in Memmingen; Fußballspieler
- Julian Koch, * 11. November 1990 in Schwerte; Fußballspieler
- Mario Götze, * 3. Juni 1992 in Memmingen; Fußballspieler
- Semih Güler, * 30. November 1994 in Castrop-Rauxel; Fußballspieler
- Mohamed El-Bouazzati, * 9. Januar 1997 in Nador, Marokko; Fußballspieler
- Michael Röls, * 3. September 1997 in Aachen; Politiker (Bündnis 90/Die Grünen) und Dortmunder Landtagsabgeordneter
- Josef H. Neumann, * 27. Mai 1953 in Rheine/Westfalen; Fotodesigner, Fotokünstler und Autor